# GTO (漫画)
『GTO』（ジーティーオー）は、藤沢とおるによる日本の漫画。講談社『週刊少年マガジン』において、1997年2号から2002年9号まで掲載されたのち、2009年28号より『GTO SHONAN 14DAYS』（ジーティーオー・ショウナン・フォーティーンデイズ）として復活し、2011年42号まで連載された。また、2011年49号から51号まで番外編『BLACK DIAMOND』が3号連続で掲載、2012年30号から44号まで番外編『GT-R』（ジーティー・アール）が連載された。『週刊ヤングマガジン』2014年20号から『GTO パラダイス・ロスト』が連載開始。
藤沢によるとこれが最終章だが、途中実質打ち切りにあい、棚上げ状態になるも、2024年4月1日よりウェブコミック配信サイト『マガジンポケット』へ移籍。その際に『GTO パラダイス・ロスト改』と改題し連載再開、同年10月掲載の第191話をもって最終回を迎えた。その後、『コミプレ-Comiplex-』（ヒーローズ）にて2024年10月18日より内山田ひろしを描いた『GTU -怒りのDEATH山田-』が連載開始。
1998年に反町隆史主演で放送されたドラマが当時、社会現象を巻き起こし、最終話では視聴率35.7%という驚異的な数字を記録するほど大ヒットした。本作の大ヒットにより本誌の部数も上がり、同年の1998年には少年マガジン史上最高部数となる445万部を達成した。まさにマガジンの90年代後期〜00年代前期の黄金期を牽引した代表作の1つである。1999年から2000年にかけてフジテレビでアニメ放送もされた。
2014年12月時点で累計発行部数は5000万部を記録している。

## 概要
- 東京都武蔵野市・吉祥寺を舞台に、学校法人・東京吉祥学苑の中学校教師に着任した元湘南の走り屋である鬼塚英吉が、学園全体に巣食う数々の問題を型破りな方法で解決し、活躍する姿を描いた学園漫画。
- 現代の社会問題や教育問題を多く取り扱っているのが特徴。教師の実態や本音、少年少女の心のうちなどが描かれ、学校というシステムの病巣に鋭く迫っている。一方で無茶苦茶なギャグや時事ネタ、オタク向け（『新世紀エヴァンゲリオン』や『機動戦士ガンダム』）のネタも多く、絵の丁寧さとギャグシーンとのギャップもある。
- 作品タイトルの「GTO」はGreat Teacher Onizuka（グレート ティーチャー オニヅカ）の頭文字を取ったもの。
- 不良時代の鬼塚を描いた『湘南純愛組!』の続編だが、特に物語が連続している部分は回想シーンなどで補強されており、前作を知らない読者にも読みやすくするための配慮がなされている。
- 1998年、第22回講談社漫画賞少年部門受賞。同年にテレビドラマ化・小説化、翌年にアニメ化・映画化された。さらに2012年には、1998年版テレビドラマのリメイクとして、再度テレビドラマ化された。

## あらすじ

### 本編
かつて最強の不良「鬼爆」の一人として湘南に君臨した鬼塚英吉は、辻堂高校を中退後、（大検を経て）優羅志亜（ユーラシア）大学に替え玉試験で入学した。彼は持ち前の体力と度胸、純粋な一途さと若干の不純な動機で、教師を目指した。
無茶苦茶だが、目先の理屈よりも「ものの道理」を通そうとする鬼塚の行為に東京吉祥学苑理事長の桜井良子が目を付け、ある事情を隠して中等部の教員として採用する。学園内に蔓延する不正義や生徒内に淀むイジメの問題、そして何より体面や体裁に振り回され、臭いものに蓋をして見て見ぬ振りをしてしまう大人たち、それを信じられなくなって屈折してしまった子どもたち。この学園には様々な問題が山積していたのである。
桜井は、鬼塚が問題に真っ向からぶつかり、豪快な力技で解決してくれることに一縷の望みを託すようになる。

### 「SHONAN 14DAYS」編
あるテレビ番組に出演していた鬼塚は、そこでネタとして出した話題（神崎麗美を生き埋めにしかけたこと）が問題となり、騒ぎが収まるまで実家のある湘南に雲隠れすることにした。そこで出会った、冬月あずさの友人・白鳥あやめから自身が働いている養護施設「ホワイトスワン」の問題解決を依頼され、わけありの子供たちと共同生活を送ることになる。
本編の時代設定は1990年代後半から2000年代初期だが、当時は（本編でも）存在していなかったものが登場している。また、2000年代前半（後半）以降の時事ネタ（『14才の母』や『DEATH NOTE』など）も扱っている。前述のように実名で様々なネタが使用されているが、『涼宮ハルヒの憂鬱』だけは名前が一部変更され、パロディとして扱われている。設定が一部忘却、鬼塚は頭に爆弾を抱えていたが鼻血は出ず、阿久津は過去に少女監禁をしていたがなかったことになっている。

### 「パラダイス・ロスト」編
鬼塚が刑務所に収監されているシーンから物語は始まる。生徒を誘拐し監禁したという彼は収監された理由を語りだす。吉祥学苑高等部に新設された芸能クラス（通称：「Gクラス」）の副担任となった鬼塚の活躍を描く。

## 登場人物
※担当声優はテレビアニメ版 / デジタルコミック版（Beeマンガ）でのキャスト。1人だけの記述はテレビアニメ版でのキャスト。

### 主人公
鬼塚英吉（おにづか えいきち）
声 - 高木渉 / 羽多野渉
本作品の主人公。暴走族上がりの型破りな新米教師。担当は社会科。22歳で童貞。空手二段。「鬼の鬼塚」と呼ばれていた。
一度は吉祥学苑の採用面接で惨憺たる結果に終わるものの、後に桜井理事長から可能性を見出され、非常勤講師として採用される。中等部に配属されてからは「学園内最悪」と言われる3年4組の担任（後に副担任）となり、度重なる生徒からの反発・学園が抱えるトラブルに巻き込まれていく中、周囲から人望を得ていく。
アニメ版の最終話では、学園を去りアメリカの高校で教師を務める。
「パラダイス・ロスト」編では、吉祥学苑高等部に新設されたGクラスの副担任となる。

### 東京吉祥学苑

#### 中等部・3年4組生徒
物語開始の1年前、諸事情（各媒体で異なる）が理由で「担任イジメ」を行っている問題クラス。通称「モトヨン」。
相沢 雅（あいざわ みやび）
声 - 野田順子 / 豊口めぐみ
本作品のキーパーソン。担任ハズシを始める発端を握っている。
父親は銀行の重役であるため、裕福な家庭で暮らしている。性格は明るく友達は多いが、それは表面的な演技に等しく、心の奥底では人間的でない家庭（主に父親）に恨みを抱き、気に入らないクラスメイトを潰すために周囲を扇動しては攻撃させており、3年4組を率いる黒幕である。親友の冴子と智佳子と行動をともにすることが多いが、美少女コンテストで朋子に敗北して冴子や智佳子に八つ当たりしたため、愛想を尽かされたことがある。
かつての担任・扇からのレイプ事件が原因で大人に対する復讐を企てるが、それは扇に恋愛感情を抱いていた雅が自分に婚約者を紹介した彼を困らせるために出した大胆な狂言であった。家庭問題の解決後は、元の素直な性格に戻っていった。髪の色を中盤から青を経て金髪に染め、最後は元の黒髪になっている。その後、自身が起こしたケジメをつけるために校舎の屋上から飛び降り自殺を図ろうとしたが、途中で藤吉をはじめとするクラスメイトたちや鬼塚、そして石田に「ケジメは皆で付ける」と説得され、考えを改め生きて贖罪することを決意。その直後、自殺を助長する言動をとった渋谷を止めようとした鬼塚の事故で屋上から転落し、鬼塚は助けようとするも絶体絶命の状態に陥ってしまうが、内山田の捨て身の行動で一命を取り留め、入院先の病院にて心配してきたクラスメイトたちの心情を理解して本当の意味で改心する。
アニメ版では冷徹さとドライな部分が強調されており、復讐の動機もかつての教師の裏切りによってアニメ版キャラクターの横山瑞樹が自殺したこととなっている。最終回では、自分の代わりに罪を被って逮捕された鬼塚に謝罪した。修学旅行の直後にストーリーが終了するため、髪は黒髪のままだった。
浅倉 恵（あさくら めぐみ）
声 - 白鳥由里
転校生の少女。過去に転入してきた時にうまくクラスに馴染めず、落ち込んでいたところを内山田教頭に励まされ、内山田に敬愛を抱く。内山田のような先生になることが夢。
浅野 麻由子（あさの まゆこ）
声 - 浅井清己
杏子や尚子と行動をともにすることが多い。容姿はショートカットでボーイッシュ、意外に巨乳（尚子との会話より）。目立った活躍は少ない。
基本的に杏子と手を組む悪友であるが、沖縄の修学旅行では問題や事故が発生する度に杏子に責任を擦り付ける言動が見られた。沖縄において、原作では麗美とともに鬼塚の「宝探し」の巻き添えになってしまうが、アニメ版では巻き添えにならない。
飯島 冴子（いいじま さえこ）
声 - 本田貴子
雅の取り巻きの1人。初登場時は天然ボケな言動が目立ったものの、再登場以降はサバサバした性格に変更される。
雅への友情は厚く、クラスメートと仲良くしたい気持ちを持ちながらも、孤独な雅とともにいることを選んだが、朋子に敗北した雅が智佳子に悪口を言った際には彼女と共に雅とは一時期距離を置いていた。しかし、修学旅行での写真を雅に見られ、一方的に裏切り者呼ばわりされてしまう。
石田 拓海（いしだ たくみ）
元生徒。色黒で喫煙者。当時の担任・扇を「雅が扇にレイプされた」と聞いて早とちりして暴行したことで退学（表向きは転校）となって沖縄の施設に送られる。これが担任イジメの発端となった。その後は、ネット上で「砂クジラ」というハンドルネームで菊地（キクジロー）に接触し、秘密裏に学苑内の様子を探っていた。
実は、扇から雅の事件の真相を聞かされて真実（狂言）を知っていたが、雅が嘘つき呼ばわりされないよう、皆には黙っていた。雅が自殺をしようとしていた時は沖縄から駆け付け、クラスメートとともにもう一度やり直すことを約束し、のちに復学する。
菊地同様にコンピューターの技術に優れており、板垣の依頼で大門が関わった情報を入れたCD-ROMの作成や、最終話では和久井の父の不正の証拠をハッキングして入手した。
4組生徒の台詞で「もう一人いたクラスメイト」として序盤からその存在が示されていたが、映像化の際は2度のドラマ版、アニメ版いずれも既に故人の別キャラクターがそれにあたる。
泉 尚子（いずみ なおこ）
声 - 川澄綾子
杏子や麻由子と行動をともにしている。容姿は横分けのロングヘア。当初は気性の荒さが目立ったものの、沖縄編では天然ボケな面が強調された。
上原 杏子（うえはら あんこ）
声 - 岡村明美 / 阿澄佳奈
有名な教育評論家で学園のPTA会長でもある母親（声 - 谷育子）に持つ少女。昔気質の不良（スケバン）のような性格をしており、気に食わない者は徹底的に攻撃するが、信頼した相手は決して裏切らない。また根は仲間想いなようで、雅がつるんでいた藤吉までも利用して鬼塚を嵌めたことは許せなかったらしく、鬼塚に藤吉の居場所を教えるなど協力している。雅とは対照的な性格だが、アニメでは雅とつるんでいる場面がある。
麻由子や尚子と結託し、2年4組時代から昇に対して残酷なイジメを行っていた。鬼塚の赴任後、「担任と仲良くしてはならない」というクラスの決まりを破った昇を全裸にして写真を撮影したことで鬼塚にリベンジされ、麻由子や尚子ととも尻に落書きされて写真を撮影された。その後、一度はイジメをやめるが、鬼塚が林間学校の旅費を使い込んだ際、ゲームソフトを売って作った金と親が貯めてくれた金を鬼塚に渡そうとした昇に腹を立て、沖縄の修学旅行での最中に再びイジメを行う。だが、昇とともに遭難し、命を助けられたことから恋心を抱くようになり、当初は自身の気持ちを認めようとしなかったがのちに鬼塚らが肝試しの際に仕組んだドッキリを機に敵役を演じていた鬼塚・草野・藤吉の3人（アニメでは村井も加えた4人）の前で、昇に対する秘めた想いを告白する。他人の彼氏と比べると変わっている自分の趣味に悩みながらも、おとなしくも精神的なたくましさのある昇に強く惹かれ、彼の良き恋人になって更生。
幼少時、兄・雄一（ゆういち）から虐待同然のイジメを受けた過去を持つ。
神崎 麗美（かんざき うるみ）
声 - 三石琴乃 / 喜多村英梨
金髪にオッドアイを持つ15歳の少女。雅や朋子とは幼馴染。IQは200を超え、文部省認定の特別待遇児である。
証拠を一切残さずに授業を妨害する「授業テロ」を行い、過去に何人もの教師を恐怖のどん底に追い詰めた。小学生時代の担任や母親のせいで人間不信になり、登場するまで不登校だった。普段は冷淡かつ尊大な態度で周囲を遠ざけている。その反面、授業テロをしなくなった後も甘えに似たワガママで鬼塚を振り回したり嫉妬心を露わにするなど、幼稚な一面も見せる。怒ると鉛筆を折る癖がある。鬼塚の仕掛けた「特別課外授業」で「教師という存在」に対する自分の考えを改め、以降は村井や菊地とともに高い知能を駆使して鬼塚に助力する。また、母の会社が倒産したことを機に不仲だった母と和解して事業の手伝いをしている。
実は精子バンクを利用して造られた試験管ベビーで、天才的な頭脳や容姿はそのためであり、この事実は自身の秘密としている。小学校時代、担任だった藤森（声 - 渡辺美佐）からクラス全員の前でその秘密を暴露されてから、教師の無知を徹底的に嫌悪するようになった。後に藤森と再会した際には、フランス語で過去の恨みを吐いて藤森の髪を燃やした。ちなみに、フランス語で話したのは周囲の人間に聞かれたくなかったからである。
鬼塚と接していく中で、その中にある真直ぐな性格と優しさに好意を抱く。鬼塚と打ち解けてからは彼に対して大胆な言動を取ることもあり、駆け落ちを提案したこともある。二度も自殺未遂を起こしており、その一つの要因は渋谷たちの襲撃で起きた鬼塚の死（正確には植物状態）によるもの。
『SHONAN 14DAYS』では、未成年にもかかわらず「子作り」を要望してきた。後日、鬼塚の所在を知って菊地とともに湘南を訪れ、「ホワイトスワン」に関わる。
ガンダムは無知であり、ガンダム三兄弟の話が理解出来ていなかった。
ガンダム三兄弟
ガンダムオタクの少年三人組。白井木馬（しらい もくば、声：古谷徹）、時田晴男（ときた はるお、声：関智一）、三島軍人（みしま ぐんじ、声：緑川光）の通称。
修学旅行では、麗美と部屋（部屋番号は「0080」号室）や肝試しの班などが一緒になった。ガンダムをよく知らない麗美にガンダムについて語りまくった。セイラ・マスに髪型が似ている麗美のことを「セイラさん」と呼んでいることなどから、彼女に気がある模様。好きな作品は『0080ポケットの中の戦争』。
文化祭での出し物を決めるが、話し合いの際に発言がすべて無視されていることから、クラスメートからは軽く扱われていることが窺える。
彼らの声を演じた声優陣は全員、ガンダムシリーズの主人公の声を担当している。
菊地 善人（きくち よしと）
声 - 緑川光 / 柿原徹也
担任イジメにおけるクラスのリーダー格（参謀役）の1人で、鬼塚の理解者の1人となる少年。心の闇を抱えている生徒が鬼塚に解決してもらったことで信頼・協力関係になる生徒が多い中、唯一鬼塚の本質を直感して自らの意思で協力者になった希有な存在でもある。
メガネをかけ、IQ180の天才児兼空手の有段者。常に冷静沈着で異性に人気があるものの、本人はあまり興味を示していない。天才肌で誰とも打ち解けたがらないという共通点からか、麗美と多少の交流がある。イジメられっ子の昇の理解者でもあり、昇が「なんとかして鬼塚を助けたい」と聞いたことで、ともに鬼塚のクビを止めるための工作を行う。昇が杏子らへの報復として鬼塚が行った脅迫行為が問題になった時のためにあらかじめ現場を密にレコーダーで録音していた音声を編集した合成カセットテープで校内全体に放送し、同時に昇が訴え出た際に傲慢な態度をとっていた杏子の母が自分の立場に危機が迫ったことで昇の要求を聞き入れ、鬼塚のクビを止めることに成功した。
パソコンの扱いが得意で、合成写真作成やクラッキング技術にも詳しい。趣味でチャットをしており、HNはキクジロー。また、学力に関しては大学入試のセンター試験を受験できるほどで、語学にも優れている（北京語、タイ語、少々だがフランス語を理解している）。
直接助けられた昇を除けば、エロ本を元にした冬月のエロ合成写真の作成を頼まれたことをきっかけに鬼塚の本質に気づき、「鬼塚がこの学校で何をやらかしてくれるのか見たいだけ」という名目で最も早く協力することになる。村井のように表にこそ出さないが、鬼塚を信頼しており、嫌がらせを仕掛ける生徒を陰で牽制している。
東学模試では鬼塚に学年1位を取らせるため、自らの学力で援護したり、移動教室の必要資金を手早く集める方法を即座に見つけ出したりと、多大な力を発揮。年相応のことを行っていないところがあり、上記の昇が捨て身で録音した杏子らの会話と自分がカラオケボックスで録音した音声を合わせたテープを校内放送で流した後、勝ち誇ったように喫煙したり（この現場を森高に目撃されている）、鬼塚と麗美の元に駆けつけようと、村井らとともに内山田のクレスタを盗んで無免許運転（クレスタは海中に没した）するなど、大胆な行動を働いている。常盤の暴走を得意の空手で渡り合いながら説得して阻止しているが、鬼塚の悪ノリで常盤とキスさせられている。
アニメ版では、原作よりもややクールで真面目。喫煙や無免許運転（教頭のクレスタを持ち出した際）の描写もない。
草野 忠明（くさの ただあき）
声 - 柳知樹
村井の悪友。担任イジメにおけるクラスの参謀の1人で、後に鬼塚の理解者の1人となる少年。
鬼塚への担任いじめでは目立った場面はない。後に村井や藤吉と同様の理由で教師いじめを辞退。母親が極端な肥満体型（通称「白ブタ」）であることが唯一悩みの種らしく、母親の話題が出る度に傷ついている。また、鬼塚にしばしば「スカ野」もしくは「スカトロ」呼ばわりされている。なかなか素直になり切れないが、気が良く明朗な性格である。
転校生の常盤に一目惚れして、何かにつけて彼女を「天使」と表現して見とれている。常盤が菊地と親交を持つようになったことを知らない模様。
作中によく登場するが、登場人物の生徒の中で彼に纏わるエピソードは常盤登場後のくだり以外はほとんどない。
渋谷 翔（しぶや しょう）
物語後半から登場する転入生。一見大人しそうな少年で、顔にそばかすがある。不良に万引きを強要されたところで鬼塚と出会い助けられる。また、転校まもなくイジメられていたところを昇と宮森に助けられて親友となる。しかし、その正体は大門の直属である「天使部隊」のリーダーで、本性は残忍。精神状態が不安定になると錯乱しやすく、嘔吐したり爪を噛む描写が多い。
前の学校では同級生や担任の教師によるイジメを受け、さらには実母から児童性的虐待を受け続け、四面楚歌の生き地獄に耐えかねた末に殺傷事件を引き起こし、自身も自殺未遂を起こした。これが原因で、重度のトラウマと激しい被害妄想を抱える。その後、当時カウンセラーを務めていた大門に出会い、「母」として精神的に依存。テコンドーを叩き込まれ、天使部隊のメンバーの中でも最も凶悪な人格の持ち主となってしまった。
物語終盤にて、雅を自殺に追い込む情報を流し、その際に調子に乗って周囲の目も気にせず、自殺を助長する発言をしたことで本性が露呈される。学校経営者としての不手際を責められた大門の怒りを買い、突き離されたことで次第に狂気に取りつかれる。自身が起こした問題の責任を天使部隊のメンバーに押し付けて理不尽な暴力を振るい重傷を負わせた上、天使部隊以外の不良仲間とともに鬼塚を襲撃して植物状態にさせるが、これが原因で大門から完全に見放されて暴走し、学苑に放火するという凶行に及ぶ。しかし、責任を感じた大門や鬼塚、同じ境遇を持つ昇などに救われ、最終話では鬼塚とその仲間たちの根回しによって保護観察処分を受けた。そのためか、処分後は憑き物が落ちたかのように穏やかな表情を見せていた。
白井 知佳子（しらい ちかこ）
声 - 小林恵美
雅の取り巻きの1人。大人しい性格で眼鏡をかけている。芸能オーディションでの一件以来、雅や冴子と一緒に行動することが多い。自らもオーディションに応募したが写真審査落になり、朋子に敗北した雅からそのことを悪く言われ、雅とは一時距離を置いていた。
常盤 愛（ときわ あい）
渋谷と同時期に転校してきた女子生徒。ツインテールが印象的なロリ系美少女で可愛いものが好きだが、天使部隊の一員という裏の顔を持つ。主に柿沼や井崎と行動をともにする。
付き合った男に騙されて輪姦された経験があり、激しい男性不信に陥っている。渋谷には劣るもののテコンドーに長けており、校外内で次々と男性に対してのテコンドーを使った暴力事件を起こし、正体に気づき始めた菊地やあずさにも容赦ない暴力を振るった。ただし、対象のほとんどは、格闘技に精通せず喧嘩慣れしていない者や、女性相手に無闇に暴力を振るえない者ばかりであり、喧嘩慣れしている正真正銘の不良相手には全く太刀打ち出来ない状態であった。しかし、いつまでも悪事が続けられるわけが無く、なりふり構わず暴力行為を続けた結果、被害者たちを連れた鬼塚に暴露された挙句、自らが壊滅させた問題児たちが不良グループを引き連れたことで逆襲を受ける羽目になり、身の危険に陥るが、鬼塚の教育指導と菊地との対決によって歪んだ信念を捨て、天使部隊から離脱した（その際、鬼塚の悪ノリで菊地とキスしている）。
終盤は鬼塚と菊地に協力するようになるが、徐々に情緒不安定に陥っていく渋谷のことも心配していた模様。柿沼や井崎とともに再び天使部隊に赴いて渋谷への説得を試みるが、逆に渋谷の怒りを買って仲間たちとともに重傷を負わされてしまう。事件後は容態が回復していたようで、最終話では鬼塚の影響からか、教育実習生のバストサイズを手で判定した。また、クラスメイトたちともそれなりに仲良くなっている様子。
野村 朋子（のむら ともこ）
声 - 川澄綾子 / 成田紗矢香
1985年9月25日生まれ。血液型はO型。T157 B87 W59 H85と、中学生にしてFカップという並外れたスタイルの持ち主。実家はラーメン屋「ミンメイ」。家族には両親と、姉（ミチコ）と弟がいる。
愛称は「トロ子」で、愛称の由来は非常にトロいことから。感受性が強く友達思いで、優しい心を持つ純粋な性格。体育祭のダンスでは1人だけ盆踊りになってたり、100m走に1分かかったり、スクランブルエッグをホットケーキみたいなものにするほど料理が下手だったり、偏差値1桁という成績を取ったりと、天然ボケでドジっ娘。何でも真面目に悩んでしまう優柔不断な性質もあり、それが判断の遅さに拍車をかけている模様。鬼塚を「しぇんしぇ〜」と呼ぶことが多い。
引っ込み思案な性格を変えるため、鬼塚により芸能オーディションに参加させられる。最初は緊張で自分の名前もろくに言えないほどだったが、普段砂場でしていた人形遊びで知らず知らずのうちに磨かれていた演技力・表現力（アニメ版では雅へ送ったメッセージ）を評価され、特別審査員賞を受賞して芸能界入りを果たす。芸能プロダクション・ピンクエレファントに所属し、当初はマイナーな仕事がほとんどだったが、敏腕マネージャー・宗方（アニメでは鬼塚）によって全国区に売り出されることになる。将来の夢は「日本一のアイドルになること」と「先生のお嫁さん」。トップアイドルになったら、鬼塚に告白しようと思っている。
作中外伝的な「GTO（ぐれえと・とろこ・おっぱい）」では、主役を務めた。
引田 留々香（ひきた るるか）
呪いや白魔術が好きなロマンチスト少女。
白魔術でかけた恋愛成就の相手が手違いで鬼塚になってしまい、友人の円（まどか）や美子（みこ）と協力し、黒魔術の力で中和しようとした。3人で鬼塚の陰毛を採取して黒魔術の力がかかった（作中で語られている）怪しげなクッキーで鬼塚を殺害しようとしたが、不運にも好きな相手が食べそうになったため、自分が食べることで処理してしまい、あまりの悲しさにえもいわれぬ顔でむせび泣いた挙句、失神した。
かなりの被害妄想を持っており、その後も懲りずに鬼塚を呪い殺そうと目論んでいる。
鬼塚とぶつかって倒れ込んだ時に鬼塚とキスした上に胸を揉まれてしまう。
原作では麗美の次という早い段階で登場したが、アニメには未登場。
藤吉 晃二（ふじよし こうじ）
声 - 諏訪部順一
村井の悪友。担任イジメにおけるクラスの参謀の1人で、後に鬼塚の理解者の1人となる少年。黒髪のロン毛が特徴。将棋部所属。5人兄弟の次男（兄は未登場）で弟や妹の世話に汲々としているために冷静な部分があり、村井が鬼塚を陥れようとして失敗して感情的になって暴走しかけた際には諫めたり（その癇癪には草野とともに腹に据えかねていた部分もある）、村井の母・樹里亜が鬼塚と関係が発展するのを恐れていた時にもフォローしている。
鬼塚に対し、兄から聞いた「素人参加番組でゴキブリを食べて1ヵ月後にゴキブリの卵が孵化したことによる侵食で突然死した噂」を試そうと鬼塚の給食にゴキブリを混入させる狡猾な手で陥れようとするも、失敗に終わった上、そのゴキブリは鬼塚の事故で村井の口に入ってしまったが逃げ出している。その後、村井や草野とともに改心し、雅たちには「鬼塚はいじめるより一緒に遊んでいるほうが楽しい」という理由をつけて、教師イジメの辞退を宣言。雅に惚れており、クラスで孤立化しても親密に接し続けた上、雅と分かり合おうとして彼女から要求された赤色のオープンカーを、当たり屋をしてまで入手するなど無茶な行動をしている。家が貧乏であるため（ただし、塾には通っている）、欲に負けて集金を使い込み事件を起こすが、責任を感じて自らのアルバイトを行うなど、行動力もある。
アニメでのEDクレジットおよび原作初登場時では、「藤吉コージ」となっている。
宮森 勇気（みやもり ゆうき）
ひきこもりの少年で、極道一家の息子。中性的な顔立ちが特徴で、長髪を結んでいる。過激派だが、根は心優しい性格の持ち主。ただし不良でもあり、喫煙している。
優しかった母親を亡くして以来、友情の軽薄さに痛感して心を閉ざし、トカレフで武装して長らく自室にひきこもり（立て篭もり）だった。だが、鬼塚と昇の説得を受け、再び外に出て登校するようになる。
ひきこもり以前に、学校の教師たちから厄介者扱いされていたようである。昇とは親友（時刻表友達）になってから充実した日々を送っている。また、渋谷とも親友として仲良くなるが、渋谷の裏の顔を知らずにいた。
村井 國男（むらい くにお）
声 - 関智一 / 江口拓也
担任イジメにおけるクラスの参謀の1人で、後に鬼塚の理解者の1人となる少年。よく藤吉や草野とともに行動しており、そのリーダー的存在。
中学生にして金髪で色黒のヤンキーで、直情的で一本気。当初は鬼塚を陥れようとするが、逆に失敗して墓穴を掘って自身が危うくなったところを鬼塚に助けられる。その後も幾度となく衝突するが、文句を言いながらも世話になり、後にクラス内で最も鬼塚を信頼して手助けをするようになる。また、その過程で本人も義憤と優しさを併せ持つ好漢に成長する。出自による事情で母子家庭であり、極度のマザコンである。若く美人な母・樹里亜に気があるらしい鬼塚を警戒しており、樹里亜が鬼塚と再婚する妄想を膨らませては不安を募らせている。直接の描写はないが、喫煙者であり、鬼塚にライターを貸したりタバコを与える描写がある。こっくりさんによる「クラスで一番足の裏の臭い男であり、インキンにかかっている」という言いがかりを付けられたこともあった。
前年度の東学模試において全国で下から100番の成績を取るほどの勉強嫌いで、高等部の内部進学が危ない状況であり、そのことから「サル」呼ばわりされている（ただし、アニメでは全国で167位に入っている）。学苑のスーパーアイドル・深田に想いを寄せているが、鯨川に対してもまんざらでもないようである。しかし、それとは裏腹にサメ顔女・鱶田に好意を持たれる破目となり、本人は困惑している。
吉川 昇（よしかわ のぼる）
声 - 岡野浩介 / 阿部大樹
ひ弱なイジメられっ子の少年。3年4組の生徒で最初に鬼塚と打ち解け、鬼塚の理解者の1人となる。手先が器用で、ゲームやアニメのオタクであると同時に、射的も得意であるため、「縁日のゴルゴ13」とも呼ばれている。思春期であるにもかかわらず、陰毛は生えていないうえに包茎（アニメ版では鬼塚によって発言されたのみ）。背は低いが、足のサイズは26センチもある。
友達ができず、気弱な性格が災いして男女どちらからも酷いイジメを受け、自殺未遂まで起こす。しかし、初めての友達となった鬼塚との出会いと手助けを通じて、物語中盤から終盤にかけて大きな成長を遂げた。その頼もしさと優しさは、陰惨なイジメを執拗に繰り返していた上原を改心させ、遅まきの恋心を抱かせた。物語後半は宮森や渋谷と友好関係を築いたが、渋谷の裏の顔が発覚した時は愕然としていた。それでも渋谷を友達として心配しており、彼の暴走を止めようとしていた。
初期は目も小さめに書かれたモブキャラクター的な外見だったが、次第に美少年に変化していった。上原との恋愛話の時点では、初期と比べると性格も合わせてほとんど別人である。
和久井 繭（わくい まゆ）
理事長の孫で、モデルのような美少年。姿を現すまでは不登校だった（物語終盤近くの回想によれば、扇の事件当時は登校していた）。アゲハという恋人がいる。
飄々とした態度を取っているが、家庭問題などで重度のトラウマを持っており、大量の精神安定剤を服用している。周囲を徹底的に見下し、「大人」を忌み嫌っており、学園では理事長の孫という立場を使って好き勝手に振舞い、騒動を起こしていた。他にも様々な策を練り、教師を憎む人間たちを呼び集めて教師たちを吊るし上げにし、追い込もうとする。鬼塚との「腕相撲100人抜勝負」によって次々と猛者たちが打ち倒された挙句、常に自分だけは安全圏にいようとする姿勢が災いして、鬼塚に「最後の100人目は当然お前だろマユゲ」と言われ、今度は自身が呼び集めた者から「自分が始めたんだから責任取れ」と追及されることになってしまい、鬼塚と自分の格の違い（体を張る者と影で扇動する者の差）を思い知らされる結果となった。事件後は考えを改め、鬼塚を認めて菊地らと和解した。以後はよく菊地と行動し、手助けをさせている場面がある（菊地の格闘の師匠を務めることもある）。
途中で芸能界デビューする。最終話で薬害ドラマの主演が決まり、その会見で自分の持病を暴露するような描写があった。また、父の不正を世間に公表した。
西脇との関係性は不明。
柿沼 美穂（かきぬま みほ）、井崎 慶子（いざき けいこ）
天使部隊のメンバー。常盤の親友。
常盤とともに暴力事件を起こしていたが、追放処分に追いやった問題児グループが不良グループを引き連れて来る形で逆襲を受けることになり、かなりの怪我を負う。その後は常盤についていく形で天使部隊から離脱し、鬼塚への協力を行うようになる。のちに再び天使部隊に赴いて渋谷への説得を試みるが、仲間たちとともに重傷を負った。
横山 瑞樹（よこやま みずき）
声 - 村井かずさ
アニメ版オリジナルキャラクター。雅の親友。
かつて、2年4組の担任だった斎藤に好意を寄せており、恋人関係になっていった。しかし、そのことがマスコミに露見してしまい、当時彼女に目をかけていた教育委員会の策略と斎藤の裏切り、そして自らが彼の子を身籠っていたことが発覚し、転校後に自殺してしまう（これがアニメ版における担任イジメの発端）。
ポジション的には、原作の石田に当たる。原作・アニメともに劇中で雅が「元2年4組にはもう1人の仲間がいた」と言うが、アニメ版では彼女のこと。

#### 他のクラス
伊藤（女・いとう）
3年5組。授業中に友人と全国模試で鬼塚と菊地に負けて情緒不安定だった勅使河原を馬鹿にする発言をしたため、50回以上殴られ鼓膜が破れてしまったらしい。この件で勅使河原は謹慎処分を受けた。
伊藤（男）
引田が片想いしている。鬼塚がクッキーをお裾分けしようとしたが、引田が横取りして全部食べて気絶している。
宮崎（みやざき）
袋田の体育の授業を受けていた女子生徒。袋田が終わりのない理不尽な持久走（走り終わろうとすると、「もう1周」などと言ったりする）を課していたが、その中で唯一ジャージ（トレパン）を穿いて走っていた。その姿を袋田に発見されてしまい言い訳するも受け入れてもらえず、強制的に他の女子と同じくブルマーになるように命じられ、仕方なくブルマーになって走ることとなった。またその際、ジャージ（トレパン）を脱いでブルマーになるシーンを袋田に嘗め回すように見られた後、メガホンでお尻を叩かれた。
深田 葵（ふかだ あおい）
3年2組。評判が良い学苑のアイドル。部活動にも熱心に取り組んでいる様子で、あまり女に興味がない菊地でさえ「あいつは特別」と認めている。桜井ただしに盗撮されかけたことがあった。
心優しく、大雨の時、バス停で待っていた傘無しの村井にバスが来るまで傘の中に入れて待っててくれたことで村井が好意を持つようになる。
アニメ版では登場せず、彼女に該当するキャラクターとして藤田茜（ふじたあかね、声 - 田中理恵）が登場しているが、深田とはキャラの性格や行動が違うものとなっている。
鱶田 久美子（ふかだ くみこ）
声 - 中山真奈美
3年2組で、村井のことが好き。笑うとまるで鮫が口を開けているように見えるほど不細工な容貌の持ち主。あだ名は「フカちゃん」または「サメ女」。苗字がアルファベットで書かれていたせいで、村井はラブレターの主を深田と勘違いして、映画館でのデートに行ったことで知り合う（しかも上映していた映画は「ジョーズ」）が、村井に置いてきぼりにされてしまい、鯨川が村井を責めている。林間学校の肝試しでは本人の希望で村井を指名して同行参加した。
アニメ版では特に村井と絡むような描写は無い。
鯨川 冬美（くじらかわ ふゆみ）
声 - 本田貴子
3年2組。身長が181cmと男性も抜かすほど背が高いが、性格はとても優しい。あだ名は「クジ」または「ジャイアント」。名門校からスカウトが来るほど体格・運動神経に恵まれているが、本人はスポーツにそれほど特別な関心はないらしく、漫研に所属している。イジメられていたところを村井に助けてもらったことがきっかけで、村井のことが好きになった。身長のことをコンプレックスに感じているらしく、村井の前では身長を低く見せようとしている。

#### 高等部
太田 秀美（おおた ひでみ）
声 - 半場友恵 / 加藤英美里
勅使河原を家庭教師として雇っているが性的関係も持っている。母の千鶴（声 - 島本須美）は『母と子の教育被害を考える会』の会長、父（声 - 石波義人）透は都議会議員。勅使河原が父と母の権力を利用しようとしていたことを見抜いており、密告しない代わりとして彼に自分の足をなめることを要求させていた。鬼塚のことも奴隷にしようとしたが失敗している。後に鬼塚の全国模試当日に父に圧力をかけようとしたヤクザの集団に誘拐されるが、鬼塚に救出される。救出された後は鬼塚に感謝して両親に事件の真相を話した（アニメでは事件後に鬼塚の部屋に訪れている）。このことを聞いた両親は鬼塚に対する誤解を解き、訴えを取り下げ、「彼こそ教師の鑑です」と桜井に謝罪した。
アゲハ
和久井の恋人である爆乳の美少女。胸にアゲハチョウの刺青がある。繭の頼みで鬼塚らを罠に誘い込む役割をした、相当な演技派。「腕相撲勝負」の時点では鬼塚を認めていた。現在、繭が芸能界デビューした後も傍にいる。

#### 教師
冬月 あずさ（ふゆつき あずさ）
声 - 折笠富美子 / 今井麻美
新潟県出身。早稲田大学第一文学部卒業の国語教師。22歳、処女。
採用面接前のバス内にて、内山田から痴漢行為に遭っているところを助けてもらい、そのまま同期採用となった。容姿端麗だが、貧乳が悩み。また、機械音痴で、車の運転も下手である。暴走すると鬼塚ですら制御不能であり、鬼塚が全国模試に挑戦した時などは教育マシンと化した。推理マニアの妹・まこと（女子高生）がいる。勅使川原優に好意を寄せられており、彼の暴走に巻き込まれて監禁されたこともあった。
友人や妹に鬼塚のことを話しており、実際にまことや白鳥との初対面でも鬼塚と分からせている。
着任当初は可愛らしい容姿と快活な性格で、男子生徒には大いに人気を博すも、女子生徒からは嫌われる傾向にあり、特に天使部隊の常盤たちからは悪質な嫌がらせを受け、自らの思い描く教育の理想と現実の違いに苦しんだこともあったが、1人の人間、そして教師として成長していく。生徒・教師という壁を作らずに、常に1人の人間として接する鬼塚を尊敬し、教師の理想像を見いだす。同時に、普段は同じ職場の親しい同僚として接しているも、本人も気づかないうちに恋愛感情を抱く。
着任当初は3年2組の担任だったが、新人事によって3年4組担任となる。
林間学校では飲酒していた女子生徒と一緒に酔い潰れるまでビールを飲んでいる。
『パラダイス・ロスト』では、こだまの代理でGクラスの臨時担任に就任するも、鬼塚からは「ダチ」呼ばわりされたままである。成田のためにパチンコやギャンブルで儲けようと企むものの失敗に終わる。
内山田 ひろし（うちやまだ ひろし）
声 - 長島雄一 / 桜井敏治
学苑に3人いる教頭の1人。団塊の世代にあたる51歳で、1946年に栃木県鹿沼市で生まれた。A型。愛車はクラウン→クレスタ(X100系)。校長に昇格した際はレクサスに乗り換えようと思っていたが、競馬場の隣で開催されていたキャンピングカーのイベントを訪れた際にキャンピングカーを購入。相棒と呼ぶほど気に入っている。これにより「車は見栄で乗るものじゃない」と改めている。
些細なことまで口うるさく、油症で歯周病である。ハゲ頭であるため、頼んでもいないのにカツラメーカーから毎日ダイレクトメールが送られている。また、思考速度が速く、背景が彼の思考で埋め尽くされてしまうほど（原作）。ただし、私的な恨みも含まれる。
鬼塚のことは嫌々言いながらも感化された部分もあり、一人旅行で出会ったアシュラを鬼塚以上のクズで鬼塚のほうが1000倍マシと言っている。
自宅は入間市なので西武鉄道とバスで通勤しているが、マイカー通勤することもある。
内山田洋の楽曲や演歌を好む。
妻とは一人旅行で訪れた壱岐で出会って数年後に結婚する。
天童と高等部の一部生徒からは「ハゲ山田」と呼ばれているほか、鬼塚には「ゲス山田」と呼ばれている。
学苑内の問題や家庭内の不和により多くの持病を抱えており、便秘や血尿が出るほどストレスを溜め込んでいる。学生時代、ワンダーフォーゲル部の部長を務めたことが最大の誇りで、不幸続きで幸の薄い人生の支え。自身のクレスタを鬼塚により5回も破壊されて保険金が下りなくなっており、保険会社の若手社員に怒鳴られて土下座したことがある。
鬼塚の天敵ながらも、いつも一方的に振り回されストレスを貯め込んでいる。鬼塚のことを「悪魔」「エボラウイルス」「スペースデブリ」「学苑のガン」「クラミジア」「Q熱リケッチア」「ダイオキシン」「ウジ虫」などと罵ったり、夜な夜な人目を忍んで神社に丑の刻参りをしている。
学生時代は「神童」と呼ばれ、戦時中に陸軍学校で最期まで生徒のために尽くした父を尊敬しており、その遺志を継ぐべく、東京教育大学（現：筑波大学）を卒業して教職に就く。新人時代は理想の教育者になることを目標として努力していた熱血教師であったが、「問題のあるクラスばかり担っていた」、「母が危篤の際にも授業を優先したために死に目に会えなかった」、などの様々な経緯もあって自己保身しか考えない大人になり、神崎の失踪騒動の中で自分が自己保身にばかり走っていたことに気づかされ、少しずつ鬼塚を認めるようになる。しかし、鬼塚が自分の娘に手を出そうとしたことを知ったため、すべてにおいて認めているわけではない。その一方で鬼塚を自分の奢りで飲みに誘ったりするなど、上司らしい一面もある。
妻と娘、飼い犬の三人と一匹の家族だが、妻や娘からは飼い犬以下の扱いを受け煙たがれており、自分の入浴後にお湯を取り替えられたり、洗濯物を別々に洗われるなど、家庭での居場所はほとんどない状態にある。さらには妻娘共々、鬼塚のことを気に入る始末である。家庭の事情と鬼塚へのストレスから、バスや電車内で冬月にも痴漢行為を行っていたが、一度、電車内での痴漢行為で被害者から依頼を受けた私服警官に逮捕されそうになり、その上現場を鬼塚に目撃され、鞄を取り返してくれたことで、自らが進めていた進退会議を中止したことがある。また、風俗店が好きで好みの女性がいる店の割引チケットを、女性の写真の切り抜きとともに常持している他、鞄の中身は岩波文庫のカバーで隠した官能小説や育毛剤が常時入っている。
最終的には生徒のことを第一に考え、終盤で保険屋に土下座までしてやっと下りた保険金で買ったクレスタと自分の身体を犠牲にし、屋上から落下した雅と鬼塚を救う。アニメ版の最終回では、圧力で真実を揉み消そうと謀る教育委員会に対し、「教師のあり方」を熱弁。
飼犬に「えいきち」と名付けられた時は猛反対していたが『パラダイス・ロスト』以降は受け入れている。
鬼塚には「説教が楽しみで結構好き」と言われている。
『SHONAN 14DAYS』では、湘南に逃亡した鬼塚を連れ戻そうと追うが、途中でヤンキーの抗争に巻き込まれたり、福水とともにぼったくりバーで金を巻き上げられるなど、散々な目に遭う。なお、愛車は見栄を張るためだけに購入したクレスタからS20#型のトヨタ・クラウン ロイヤルサルーンに変わったが、鬼塚によって涼宮ハルヒのパロディキャラをボンネットにペンキでペイントされたり、後述の通り全損させるなど、やはり散々な目に遭う。やっと鬼塚を見つけるが、その時の事情から教師として同情し、学苑に連れ帰った後で飲みに誘い、教師について語った。その直後に鬼塚がまた事件を起こしたことを知り、急いで湘南に向かうが、暴走行為もいとわず車を走らせたために海に飛び出してしまい、愛車を自らの手で大破させてしまった。軽キャンピングカーを購入して以降は、一人部屋としての利用のほか一人旅などを満喫している。
鬼塚とのカーチェイスにより、運転技術を身につけ、不良や暴走族を撒くだけの技術を持っている。
『パラダイス・ロスト』では高等部の副校長に格上げ異動。
桜井 良子（さくらい りょうこ）
声 - 岡本嘉子 / 松岡洋子
学園理事長。温厚な性格で、理想主義。基本的には鬼塚の味方だが、孫には甘く、鬼塚に平手打ちをしたこともある。冬月には鬼塚合格も伝えている。
数々の問題を抱える学苑の未来を変える可能性を鬼塚に感じ、非常勤講師として問題クラスの3年4組を託す。これは後に和久井が抱えている家庭問題を解決できる可能性も含まれていたことを鬼塚に話した。各界への影響力が強く、大物政治家との繋がりを持つ。学園内の施政者として「毒を持って毒を制す」との発言もあり、善意の目的のためなら時に残酷だが、適切な判断を下す。趣味の一環として、学園内の売店でパンを売っている。プロレスや特撮のファンであるためか、鬼塚を「カール・ゴッチ」や「ナショナルキッド」などに見立てている。
『パラダイス・ロスト』では、孫娘（後述）が芸能科「Gクラス」に在籍していたが、洗脳された上に自殺未遂を起こしている。
小説版では名前のみの登場であるが、鬼塚を北海道の私立中学校に短期赴任させた張本人になっている。
湘南純愛組でも「桜井りょーこ」（38歳）がラビアンさくらマンションの自治会長として登場している。
板垣（いたがき）
声 - 御友公喜
桜井の秘書。鬼塚を教師として採用し、採用後も何かと目をかける理事長に苦言を呈している。一時期は大門の秘書にも就いていたが、実際は反理事長派の動向を掴ませるため、桜井理事長の差し金として潜伏していた。反理事長派の面々にとどめを刺すため、菊地や石田を使って学校内のコンピューターシステムを混乱に陥れる作戦を打つ。
丸山 一八（まるやま いっぱち）　
校長。眼鏡をかけている。
ハゲ頭だが、やや頭頂部が尖っていることから始業式で鬼塚に「ザビエル」というあだ名をつけられ、次第に生徒や内山田（の心情）からもザビエル呼ばわりされる。何か問題が起こると動揺して何も行動を起こせなくなる他、仮病による病院への逃げ込みを行ったりするなど、校長としては頼りない面がある。また、常習的に風俗通いも行っている。終盤に教育委員会のクーデターグループの陰謀によって島流し同然の形で、姉妹校の北海道のムカチャッパ学園へ左遷された。その後もムカチャッパで泣きながらも元気に過ごしている状態が何度か描かれており、最終話で再び校長として学苑に戻る。
アニメ版やドラマ版には登場せず、ストーリー中の彼の役割は内山田が兼任している。
大門 美鈴（だいもん みすず）
34歳。丸山に代わり、校長を務める巨乳美女。愛車はフェラーリ・テスタロッサ。桜井理事長の理想主義的な教育方針を疎み、理事会が送り込んだキャリアウーマン。生徒のプライバシーを管理することで学苑を統制しようとするなど、冷徹な策略家の面を持つ。
中学時代は公立から入学した優等生だったが、父親が放火で逮捕されており、それらが原因で同級生の嫉妬によるイジメを受け、さらに当時信頼していた担任・桜井が裏切ったと思い込み、自殺しようと学校に火を放った過去を持つ。このトラウマが元で、「人間は所詮悪である」と考えている。
当初は順調に陰謀は進んでいったと思われたが、鬼塚の活躍で計画は思うように進まず、渋谷の暴走や桜井の逆襲を受けたことで計画は破綻する。最後は奇跡とも言うべき復活を見せた上に放火された学園の中で助けてくれた鬼塚のことを認め、のちに桜井理事長のアシスタントとして更生する。
登場を前後してやることが悪質ではあったものの、完全に冷酷とは言い難い部分があり、渋谷をはじめとする天使部隊の面々に居場所や生き甲斐を与えたり、鬼塚が宮森を再登校させるきっかけを作ったり、加えて渋谷が吉川・宮森と友達になるなど、生徒を救うのに一役買う結果に繋がった。
小原（おばら）
吉祥学苑の第二教頭。3教頭の中では唯一ハゲてない人物。愛車はマークII。アニメおよびドラマ版には登場しない。
池田（いけだ）
吉祥学苑の第三教頭。眼鏡をかけており、3教頭の中では唯一太っている。愛車はチェイサー。アニメおよびドラマ版には登場しない。
森高 尚子（もりたか なおこ）
声 - 宇和川恵美（デジタルコミック版）
養護教諭。容姿端麗で常時セクシーで派手な服装をした美女。26歳。愛称は「ナオコちゃん」。
初期のころはミーハーで砕けた面が目立ったものの、だんだんと生真面目な面が強調されていく。性的にはかなりオープン。鬼塚の数少ない理解者でもあるが、彼の型破りな行動には頭を痛め、時に中立的なポジションを取る場合もある。
アニメ版には、『湘南純愛組!』の嘉手納南風（かでな なお、声：松谷彼哉）が代わりに登場する。ただし、設定こそ踏襲するものの、鬼塚とは面識がないことになっている。
山王丸 浩司（さんのうまる こうじ）
声 - 掛川裕彦（第3・4話のみ辻つとむ）
社会地理教師。31歳。眼鏡をかけた優男で、鬼塚にも普通に接する数少ない教師。趣味は手芸とフラワーアート。
一応は鬼塚の人柄にかなりの理解を持っていると言える人物で、彼とも良き友人となっている。鬼塚が着用していたチョーカーは彼が贈ったもの。
小茶谷 宏（こちゃたに ひろし）
声 - 千葉一伸
理科教師。38歳。目が大きく小柄な体格なので、「チワワ」と呼ばれる。
独身で128回もお見合いをしているが、すべて失敗に終わっている。麗美による授業テロで頭を焦がされるなど、散々な目に遭う。
袋田 はじめ（ふくろだ はじめ）
声 - 中多和宏
体育教師。32歳。日暮里体育大学（略称:日体大）卒。自称「日体大の筋肉番付一位」。通称「ホクロ田」で、通称の由来でもある大きなホクロが特徴。ワキガで常時汗臭く、「肉体を鍛えること」を無上の悦びとしている。好きな歌は「YOUMG MAN」「ビューティフル・サンデー」「チャンピオン」「少女人形」である。
体育の授業中に女子生徒に対し、スケベなことを行うことが密かな趣味である。また、女子生徒は季節を問わず体操着下はジャージ禁止で常にブルマー着用（ジャージ（トレパン）を穿いている女子生徒は、脱いでブルマーになるように言う）とさせているが、女子生徒・宮崎のブルマーのお尻を嘗め回すように見たように、もちろん下心丸出しによる。元ヤンキーである鬼塚に強い対抗意識を持ち、幾度となく勝負を挑むが、まともに勝負する気のない鬼塚にはいいようにからかわれて、情熱が空回り。生徒指導や困難な事態に直面してパニックを起こすと、必ず腕立て伏せを行う。問題行動を起こした生徒に罰として腕立て伏せを行わせ、一緒になって自分もやっていたこともある。大学時代には男子400m走で都大会優勝の記録を持つ。
鬼塚との50mの水泳対決では潜水で勝負に臨んだ鬼塚に敗れ、彼がドーピングしたと思い込み、袋田自身もドーピングを行ったが完敗。その次も陸上競技や腕立て伏せで挑むも先述同様の有様であった。
その後、雅に利用された朋子が（鬼塚を誘い出すための卑猥な内容の）手紙を間違えて袋田のロッカーに入れ、それが原因で袋田は視聴覚室で雅に囮役に利用された朋子を、全裸になって抱き着こうとする。雅たちに現場の録音テープを突きつけられるが、握力で握りつぶした。この光景を見た鬼塚らに「怒って誤魔化そうとしてない？」と指摘された際、逆ギレ同然に鬼塚に暴行を加えようとするが、鬼塚はその直前に自身の大便の入ったダンボール箱を盾にしたため、中身が飛び散って大惨事となった。
ある意味鬼塚以上の馬鹿であるが、アニメ版では授業中のスケベ行為や鬼塚との水泳対決などを除けば、それほど馬鹿さ描写はない割とまともな人物である。そのため、雅が朋子を利用して鬼塚を嵌める事件は「女生徒のブルマ盗難事件」に変更され、「水泳対決に破れた袋田は名誉挽回としてブルマ泥棒の犯人を捜すが、事件騒動前に朋子が鬼塚のと間違えて袋田のロッカーに女生徒のブルマが入った袋を入れてしまい、袋田が犯人の濡れ衣を着せられる羽目になった」という内容になっている。
桜井 ただし（さくらい ただし） / 桜田 ただし（さくらだ ただし）〈アニメ〉
声 - 鈴木勝美
英語教師。42歳。学年主任であり、次期教頭候補。理事長と同姓だが、血縁関係では無い（そのためアニメでは苗字が「桜田」になっている）。
会話の中に不自然な英語を使うのが特徴。神崎に自分の英語を馬鹿にされてから英会話教室に通っており、生徒からは「駅前留学」とあだ名をつけられている。趣味は写真とクラシック鑑賞で紳士ぶっているが、盗撮（アニメでは女装）が裏の趣味で、変態行為を雅に見られて利用されたことがある。
少年（中学）時代、教室で我慢できずに排便をしてしまい、鼻の穴が大きいという理由で、「ウンコマン」「コンセント」というあだ名を付けられるなど、酷いイジメを受けた過去があり、このストレスにより、男子便所で過ごしていたある日に偶然に起こった出来事が、現在の盗撮趣味の引き金となった。今でもトラウマを抱えているが、大学時代では馬鹿にされていた部分を逆に自身のネタにして、周囲のムードメーカーになっていたようである。
愛車は198万円の中古のメルセデス・ベンツ190E。妻子持ちで、家庭面では恵まれていた。
勅使河原 優（てしがわら すぐる）
声 - 古谷徹
数学教師。24歳。東京大学卒業。本人いわく星座はへびつかい座。AB型。太田秀美の専属の家庭教師のバイトをしているが太田の足をなめるなど、性的関係も持っている。
幼少時代から高級官僚を目指してエリート教育を受けるが、国家公務員試験に不合格となったため、教師となる。端正な風貌とは裏腹に病的にプライドが高く、時折稚拙な思考や言動も見られた。また、冬月に対してストーカー行為を行っていた。父と兄はともに大蔵省（現・財務省）勤務のエリートであり、本来は真面目で優しい性格だが、他愛のない父親を始め、優秀な兄と常に比較されてきたことが心に影を落とす。少年時代は「昆虫学者になりたい」という純粋な夢を持つごく普通の少年だった。エリート至上主義である父親から、試験で優秀な成績を収めても100点満点ではないという理由で卑下され続け、学校では極めて優等生であったためにいじめられた過去があり、その鬱憤の反動でいじめっ子に報復の傷害事件を起こしてしまったことがある（その直後、父から家系の名誉に泥を塗ったとして平手打ちを食らった）。それでも父と兄に対する尊敬は失っておらず、むしろ彼らに敬愛を抱いている。
学校内で行われる全国統一模擬試験（通称：東学模試）は毎回生徒とともに受けており、毎回上位3番以内で、鬼塚を辞めさせる材料に利用しようとした。しかし、前回1位2位の田中絵字尊や鬼玉川さゆりには勝ったものの、鬼塚、菊地に負けて3位になってしまったことを、授業中に伊藤から馬鹿にされたことに腹を立て、伊藤に体罰を加えた上に鼓膜を破ってしまったため、停職処分を受けてしまう。復帰したその後も、幾度となく鬼塚に振り回され、徐々に精神状態は悪化の一途を辿り、情緒不安定に陥っていく。
神崎の失踪騒動の渦中、ナイフを持っていた内山田を後ろから突き飛ばして鬼塚をナイフで刺させた後に怪文書で鬼塚を陥れるよう内山田を唆すが、その一部始終を目撃した冬月に疑いの目を向けられた上、自分の異常性を気づかれたことで彼女をウェディングドレス姿で自宅へ拉致監禁し、騒動解決後には冬月の自宅を漁りながら生活していた。
最後は鬼塚と冬月まことによって、自らが起こした冬月への拉致監禁行動がバレたことで発狂し、偶然自分を見つけた警官を殴って拳銃と制服を奪い、街中で数々の破壊行為に及んだ上、鬼塚に向けて発砲し重傷を負わせる。さらには学校篭城事件を起こし、自分を説得しに来た冬月や理事長、駆け付けた神崎、菊地、藤吉を人質に取るが、あずさから拒絶され、侵入して来た鬼塚と加勢した冴島に敗れて、事件を知って駆け付けた兄からの言葉に真実を知り、背負っていた荷物（勅使河原としての血やプライド、学歴）をすべて降ろすことで落ち着きを取り戻した際、屋上から飛び降りて自ら命を絶とうとするも鬼塚に助けられ、その際の鬼塚からの説得を受けて彼と和解した後、警察に出頭した。そして教師も辞めて学苑も解雇され、刑に服した。終盤の服役中には鬼塚の身の危険を悟ったのか、心配する様子が描かれた。
アニメでは停職処分になるシーンがカットされており、模擬試験以降は登場しなくなった。また修学旅行直後にストーリーが終了することもあってか、冬月の拉致監禁を行うまでには至らず、情緒不安定による引きこもり程度で済んでおり、最終回でそのシーンが描写された。

#### 元・関係者
海老沢（えびさわ）
声 - 不明
鬼塚が教員面接の際、3人連れで殴り込み（お礼参り）にきた元高等部の不良生徒。喫煙やシンナー、暴力事件などで退学になったらしいが、以前に内山田たちに邪魔者扱いされていたらしい。退学にした内山田に報復すべく学園に乗り込み、消火器でガラスを割ったりするなどの危害を加えていた。しかし、鬼塚に止められるはずが、そこで内山田が暴言を吐いたため、それにキレた鬼塚は内山田にジャーマンスープレックスを喰らわす。この光景を見た海老沢たちは、鬼塚に迷惑をかけたと思い鬼塚に謝罪した（鬼塚は「気にするな」と言っていた）。
華原 かすみ（かはら かすみ）
鬼塚が赴任する前の2年4組の担任教師。例に漏れず担任イジメの犠牲になり、その手酷い手口によって精神を完全に破壊されて教職を追われた挙句、重度の過食症に陥り、親族によりカルト系新興宗教「大練馬銀河教」に預けられた（ホーリーネームは「シリウス」）。鬼塚が手にしていた過去の写真は非常に美人であったが、実際に鬼塚が面会で目にしたその姿は見る影もないほどに激太りしており、教団施設の一室に引き籠っていた。さらにその部屋の壁や天井、教師時代の出席簿には相沢や村井たち「モトヨン生徒」への深い恨みと憎しみ、そして強烈な殺意が殴り書きされていた。
アニメ版では写真のみの登場。居場所も病院に変更されている。
扇（おうぎ）
元2年4組の担任。
クラス内ではとても評判の良い教師であり、男女問わず慕われていた。自宅に雅を招いたことがきっかけで彼女から本気で好意を寄せられるようになるが、自身には既に婚約者がおり、雅に婚約者を紹介したことでショックを受けた彼女に、レイプ事件の犯人として仕立てあげられてしまい、それに激怒した石田から頭をバットで殴られて退職に追いやられる（この事件が原因となって、婚約者にも逃げられてしまった）。
物語終盤、鬼塚の元を訪れて事件の真実を話す。その際、雅を傷つけてしまったことを悔いていることを打ち明けるが、同時に無責任かつ自分本位な言動をしてしまい、鬼塚の逆鱗に触れて病院送りにされた。
斎藤 昇（さいとう のぼる）
声 - 伊藤健太郎
アニメ版オリジナルキャラクター。24歳。元2年4組が担任いじめを行う発端となった人物。
自身の生徒で雅の親友でもあった瑞樹と恋人関係にあり、その関係がマスコミに露見してしまうが、生徒たちには「何があっても戦っていく」と宣言しており、生徒たちもその言葉を信用していた。だが、教育委員会に圧力をかけられてやむを得ず公の場で瑞樹との関係を否定してしまい、教育委員長・五十嵐功一の推薦を受けて別の学校に転勤していった。このため、結果的に瑞樹は自殺してしまい、生徒からは裏切ったと思われていたが、斎藤自身は瑞樹のことを本気で愛しており、決して裏切っていたわけではなかった。
別の学校で教師を続けていると知った雅によって、瑞樹が自殺してしまったことを知らされ、彼女に刺されそうになるも、自責の念から自ら刃物で腹部を刺して自殺を図った。その後、最終的には意識を取り戻した様子。

### 鬼塚の関係人物
弾間 龍二（だんま りゅうじ）
声 - 千葉一伸 / 佐々木啓夫
前作『湘南純愛組!』で鬼塚と「鬼爆コンビ」を組んだ親友で、一緒に飲みに行ったり殴りあったりする仲。1976年3月30日生まれ。血液型はA型。恋人の渚との関係は前回から続いており現在も良好。バイクショップの雇われ店長。前作と異なりメガネをかけている。
常識のある苦労人で相変わらず無茶な鬼塚の尻拭いをさせられたりもしているが、殴り合って水に流すなど男気溢れる性格をしている。一方で冴島とは、彼がトカレフを乱射したり数々の違法行為に手を染めているだけでなく鬼塚に犯罪の片棒を担がせようとまでしているためか非常に仲が悪く、鬼塚の代理で感謝状授与に出席した時には冴島と乱闘を起こしている。
終盤では給料のために点数稼ぎに走る鬼塚の姿を見て一度は彼を見限ったが、鬼塚が生死の境を彷徨っていた時には最初は必死に耐えていたものの、心停止になってしまったことで泣きながら彼を叩き起こそうとした。
スピンアウトである「GT-R」編では主人公を務める。
冴島 俊行（さえじま としゆき）
声 - 矢尾一樹 / 石川英郎
『湘南純愛組!』の頃からの鬼塚の悪友。高校時代は湘南で「鎌倉の狂犬」の異名をとっていたが、現在は警察官（巡査）になっている。凶暴なヤクザ顔が特徴だが、小学生の優には「将来はサエジマの嫁になる」と好かれている。この時は鬼剃パンチリーゼントだったが、住民から「悪魔」と呼ばれ、「睨まれたら妊娠する」と迄言われていたので「井の頭ガーゴイル」で丸坊主にしたのでアフロのカツラを着用している。
デリヘルが好きで、素人童貞。パイパンが好き。
優との関係は沖田だけしか知らず、鬼塚・弾間・長瀬・神童寺・阿久津・冬月などは知らない。
押収品の持ち出しと横流しのほか、マルチ商法や偽ブランド品・麻薬・拳銃・保護動物の密輸・密入国の手引きなど、自分の立場を悪用した数多くの違法行為を行っている。しかし時として鬼塚のために手助けをすることがある。一方龍二とは不仲な模様で、勅使河原の一件でトカレフを乱射したことを追及され喧嘩になった。
スピンアウト作品『井の頭ガーゴイル』では主人公を務める。その作品によると、井の頭公園前派出所に勤務している。
パラダイス・ロストでは、鬼塚を騙してお金を取ったことで、鬼塚から丸山宛に裏ビデオを代引きで大量に送りつけられて丸山に説教されたという。
天童と神堂寺は中学時代の同級生で、神堂寺に鼻鉛筆されたせいで不仲。
高校時代は優の継母と付き合っていた他、嘉手納南風が好きだった。
長瀬 渚（ながせ なぎさ）
声 - 荒木香恵
『湘南純愛組!』のころからの鬼塚の友人で、龍二の恋人。龍二との関係は現在も良好で、現在は過去の経験から大学で心理学を専攻し、セラピストを目指している。鬼塚の暴走には呆れながらもどこか楽しんでもいる。鬼塚が危篤状態になった時も病室に駆けつけている。鬼塚の授業でビデオ授業もしている。冬月とも友人関係になる。
藤崎 志乃美（ふじさき しのみ）
『湘南純愛組!』のころからの鬼塚の女友達。
『GTO』本編ならびに『GTO（ぐれえと・とろこ・おっぱい）』では、メイクアップアーティストとして野村や和久井の楽屋でのシーンに登場するが、鬼塚と直接絡む場面はない。
『SHONAN 14DAYS』で、養護施設「ホワイトスワン」の職員として鬼塚と高校以来の再会を果たす。#「SHONAN 14DAYS」編の節も参照のこと。
塚井 強（つかい つよし）
『SHONAN 14DAYS』に登場した、『湘南純愛組!』のころからの鬼塚の悪友。
冴島によると、現在は陸上自衛隊に志願入隊して高校時代から付き合っていた伊藤唯とできちゃった結婚しているとのこと。高校時代に比べ体型が別人のようにスリムになっている。
葛城が誘拐された際には鬼塚に協力し、かつての不良仲間をかき集めた。
津元 克幸（つもと かつゆき）
『SHONAN 14DAYS』に登場した、『湘南純愛組!』のころからの鬼塚の後輩。
当時から鬼塚や弾間のことを尊敬していたものの、行き過ぎた行動に出たりして何度も彼らに迷惑をかけまくっていた。現在も「現役」で不良を続けているが、前作の最後に引き起こした騒動を反省したのか以前よりかなり落ち着いている。
塚井同様、葛城が誘拐された際には鬼塚に協力し、かつての不良仲間をかき集めた。
阿久津 淳也（あくつ じゅんや）
『SHONAN 14DAYS』に登場した、『湘南純愛組!』のころからの鬼塚の宿敵の1人。
湘南最大の暴走族である暴走天使（ミッドナイト・エンジェル）の2代目総長で、鬼塚より年上ながら現在も「現役」で続けている。
誘拐犯の暴挙の数々が気に入らないという理由から鬼塚に協力。深夜の国道134号線で少女を捜索している鬼塚と合流し、情報を提供。
神堂寺 郁也（しんどうじ ふみや）
『SHONAN 14DAYS』に登場した、『湘南純愛組!』のころからの鬼爆の宿敵の1人。
かつて鬼爆コンビが辻堂高校に転校した後、極東高校に転入して頭に付いた。現在はフロイドの社長をしており、葛城が誘拐された際には携帯電話を通じて鬼塚に情報を提供。
ジョーイ
『SHONAN 14DAYS』に登場した、『湘南純愛組!』のころからの鬼塚の宿敵の1人。かつては、「BLUE ROSE」と呼ばれる不良グループのメンバーであった。現在はグループのたまり場だった酒場を経営している模様。
美姫が誘拐された際、鬼塚に携帯電話を通じて誘拐事件に関係していると思われる少女売春の情報を提供。
柏屋 ジュンジ（かしや ジュンジ）
『SHONAN 14DAYS』に登場した、『湘南純愛組!』のころからの鬼塚の宿敵の1人。かつては、「BLUE ROSE」と呼ばれる不良グループのリーダーであった。現在は横浜○○会の若頭を務めている。
ジョーイ同様、美姫が誘拐された際に携帯電話を通して鬼塚に情報を提供。
真樹 京介（まさき きょうすけ）
『湘南純愛組!』のころより登場し、かつて湘南最大の暴走族である暴走天使（ミッドナイト・エンジェル）の初代総長を務め、鬼塚や龍二にとって尊敬の対象であった人物。事故によって現在は故人になっている。かつて所有していたマトイと紅蓮のZIIは鬼塚に受け継いでいるが、マトイは鬼塚自身の手で処分されている。
生死の境を彷徨う鬼塚に死が訪れようとしたとき幻影となって現れ、すでに生きることを諦めかけていた彼を叱咤激励。「ガキどもを引っ張って日本一の教師を目指せ」と言い、消え去っていった。
大杉拳
鬼塚がトラック運転手をしていた時の上司。前科があり、鬼塚が秋田から吉祥寺まで暴走させてたときに取り残されて逮捕された。

### 内山田家
内山田 良子（うちやまだ りょうこ）
声 - 津田真澄
内山田の妻。夫を邪見に扱っており、肉体関係もすでに5年以上ない上、彼女自身は十数年もの間、近所の肉屋・肉の星野（にくのほしの）と不倫関係にある。夫には至って冷たいが、鬼塚のことはいたく気に入っており、娘と共に鬼塚には優しい振る舞いで接している。
内山田 好子（うちやまだ よしこ）
声 - 豊後敦子
内山田の一人娘。母同様、父に対する態度は冷淡で、父の入浴後には必ずお湯を取り替えている。しかし父のことを完全に嫌っているわけではなく、父の日にネクタイをプレゼントするなど、少なからずも優しさを見せている。鬼塚に一目惚れし、母共々鬼塚には優しく振る舞っている。
えいきち
内山田家の飼い犬。目付きは悪く、前髪と名前が鬼塚とそっくりで、当初ひろしは「ディカプリオ」と名付けたが反応しなかったため、好子に「えいきち」と呼んでからは反応したので名付けられた大型犬。ひろしに「その名前は辞めろ」と猛反対されたものの、犬自身が気に入ってるということで好子に押し切られてしまう。良子や好子にはなついており、鬼塚とも仲良くなるが、ひろしには噛みつき威嚇する、椅子にウンコするなど、ほとんどなついていない。しかし、ぼったくりバーに行った時は妻を呼びに行く、学校に来て鬼塚に北海道に探しに行くように促すなどしている。

### 東京都立武蔵野吉祥寺東高校
鬼塚の教育実習先の高校。アニメでは「東京都立武蔵野北東高校」という校名に変更された。
水樹 ななこ（みずき ななこ）
声 - 宮村優子 / 大久保瑠美
生徒。両親が金持ちで裕福だが、家では互いに別々の生活をしており、家庭内別居状態であった。
以前からクラスメイトの不良と組んで実習生イジメをやっており、自ら美人局となって鬼塚を脅迫する。しかし、鬼塚が不良たちを拷問で手なずけたのを見て信頼を寄せるようになり、さらに帰宅を拒否して鬼塚の家に泊まり込むようになる。鬼塚によって家庭内別居問題を解決してもらって以降、鬼塚と友達となるが、教育実習期間の終了によって鬼塚は高校を去ることとなる。鬼塚を「しぇんしぇい」と呼んでいる。
大沢 秀郎（おおさわ ヒデロー）
声 - 三木眞一郎
鬼塚の同僚で、今年で3度目の教生。
自称「教生マニア」で、実習先の女子生徒を片っ端から手を出しており、最終的にはそのことが発覚する（した）ため、毎回実習中止になっている。手を出した女子高生の数は多く、一昨年は13人、去年は20人、さらに今年（現在）は15人。鬼塚に「女生徒を縛れ」と唆し、鬼塚は水樹に実行しようとしたが、家庭問題のことを知って解決に向かう道を選んだ。
教頭
教頭。鬼塚が当校の不良を更生させたことから、鬼塚を高く買っており、是非働いてもらいたいとまでヘッドハンティングをしているが、鬼塚が教員採用試験を受けなかったことから叶わなかった。

### その他の人物
村井 樹里亜（むらい じゅりあ）
声 - 緒方恵美
村井の母親、27歳。容姿端麗で、常にノーブラで生活している。喫煙者でもある。
中学時代（14歳）に國男を授かるが、当時の男に逃げられてしまい、親からも勘当されたため、それ以降は女手ひとつで國男を育て上げている。工事現場に勤務しており、そこでショベルカーなどを操縦している。
その工事現場が結婚式場だったのでモデルをしたが、息子が早とちりして殴り込みをかけようとした。
鬼塚と浮気程度ではないが、何かと交流がある上に彼女自身は鬼塚のことを信頼しているため、國男はいずれ彼女が鬼塚と再婚するのではないかと日々心配している。
藤森（ふじもり）
声 - 渡辺美佐
神崎と野村の小学校時代の担任。20代半ば過ぎ。
大学卒業後、新米教師となった矢先に、天才児である麗美を自らの生徒として受け持ってしまい、当初は良心で本来よりも先の勉強（中学・高校レベル）を教えていたが、すぐに自分の教えられる範疇を超えてしまい、教師としてのプライドからノイローゼ状態に陥ってしまう。そしてある日の授業中、些細なことが発端となり、麗美の秘密を生徒の前で暴露してしまい、彼女の人格を大きく歪めてしまうこととなり、以来強い負い目を抱いていた。
冬月 まこと（ふゆつき まこと）
あずさの妹で、高校3年生。姉よりも頭脳明晰で勘が鋭く、将来は探偵になるのが夢。
勅使河原があずさの失踪に関与していると、いち早く見破った。セーラー服で登場するが、それは本人いわく「情報収集を円滑化するため」とのこと。姉と違って機械いじりが好きで機械に詳しく、姉がワープロや発信者番号非通知を使いこなせないことも知っている。
柔道初段の実力者であり、初登場時は電車で中年男に痴漢行為をされかけたが、あっさりと返り討ちにしている。
勅使川原 武流（てしがわら たける）
勅使川原優の兄。少年時代から優秀な頭脳と発達した運動神経を持ち、さらに絶対音感も備わっている。また、落ち着いた性格で人望もある。かつては大蔵官僚として働いていたが、父と一緒にとある代議士からの依頼による不正ギリギリのプロジェクトに参加し、派閥抗争でそれが表沙汰になったことでトカゲの尻尾切りによって地位を追われ、父共々社会的に破滅している。さらに父はこのショックから、『自分はまだ大蔵省で働いている』という現実逃避に陥ってしまい、現在は父の看病も兼ねて中卒の社長が営んでいる情報サービス会社に勤めているが、弟の優にはこの事実を5年間も隠していた。
本当は少年時代からの優の苦しみを誰よりも理解していたが、「弟が自分よりも劣っている原因に妻（母）がある」という理由だけで、DVを行う父から母を守るために弟を助けることまではできず、現在もそのことで優に強い負い目を感じている。優が精神的に限界を迎えて吉祥学苑で篭城事件を起こしてしまったことをニュースで知って駆けつけ、自分と父に起こっていた真実を伝える。
五十嵐 功一（いがらし こういち）
声 - 玄田哲章
アニメ版オリジナルキャラクター。東京都教育委員会代表。斎藤と瑞樹の交際によって起こったスキャンダルで自分の面子と権威が傷つくのを恐れ、2人の仲を引きはがし、さらにそれが原因で起こった瑞樹の自殺も揉み消した。斎藤を意識不明の重体にさせたとして、雅を警察に出頭させようとしたが、鬼塚から逆に自分たちの所業をマスコミに暴露される自業自得の結果となった。
武蔵野HENTAI倶楽部（むさしのヘンタイくらぶ）
雅の卑怯かつ身勝手な行動に業を煮やした神崎が復讐のために呼びつけた集団。医者、弁護士、議員で構成されている。秘密戦隊ゴレンジャー風のアイマスクとスリッパをはいている以外は全裸であった。「モモレンジャーさん」や「青（あお）レンジャーさん」、「みどレンジャーさん」を自分たちの呼称に使用している。雅たち3人に変態プレイを求め挙句、雅たちと連れションがしたいと発言した。神崎は彼らに雅たちの処女を売ることで旅行代を稼がせようとしたが、駆けつけた鬼塚によって全員叩きのめされた。
アニメ版では規制の都合上、スーツと仮面を着用した身代金目的の誘拐犯三名（声 - 茶風林、中嶋聡彦、千葉一伸）に変更された。
三多魔連（さんたまれん）
鬼塚を慕っている暴走族。鬼塚がいた病院を押しかけ、鬼塚を心配していた。
大練馬銀河教教主（仮称）
華原が入院している新興宗教の教主。「ペガッサ」と名乗っている。『パラダイス・ロスト』での黒幕。
鬼塚が担任引継ぎの際に訪問した際、鬼塚に荒唐無稽なことばかり言ったために彼の怒りを買いトイレの水攻めを食らう。その直後にシリウス（華原）の元に案内し、鬼塚に「シリウス（華原）さんがこうなったのは生徒によるいじめで、それも半端ではない」、「最近の子供は怖いですから」と鬼塚に告げた。
それを最後に出番はなかったが、『パラダイス・ロスト』で再登場。鬼塚が逮捕された理由に「教主を怒らせた」とあるが、先述のことが含まれているかは不明。
湾岸刑務所長と繋がりがあり、収監中の鬼塚イジメを繰り返させている。

### GTO（ぐれえと・とろこ・おっぱい）
GTO本編に挿入される形で単行本11巻から12巻に掲載された、外伝的な位置づけの作品。野村朋子の芸能界での活躍を描く。全7話だが、一部が本編にもリンクしている。アニメ版では本編の一部としてアレンジされており、いくつかのエピソードは踏襲するも、基本的にオリジナルのストーリーとなり、鬼塚たちも話に絡む。
沖ノ島 一路（おきのしま いちろ）
声 - 岡野浩介　
野村朋子のマネージャー。かなり一途な性格で、周りが見えなくなってしまうこともある。愛車は初代ミニ。朋子に純愛の片思いにも似た好意を抱いており、またの演技の才能に感銘を受け朋子をスカウトした本人である。宗方の登場によって、セカンドマネージャーに降格される。その後は繭のセカンドマネージャーにもなるが、苦労が絶えない日々を送っている。学生時代には、明治大学のアイドル研究部に所属していた。本編にも登場し、鬼塚にたかられたりしている。
アニメ版最終話では鬼塚の「最後の頼み」を聞き入れ、マスコミを先導して教育委員会の糾弾に一役買った。
宗方（むなかた）
突如現れ、朋子のマネージャーになった男。見た目はヤクザ風だが、業界では凄腕と評判。しかし、彼が手がけたアイドルは売れる子も多いが消える子も多く、黒い噂が絶えないことから、沖ノ島は恐々とさせられている。持ち前の頭脳と数々の戦略で朋子を有名にしていく。のちに本編にも登場し、繭のマネージャーにもなる。
アニメ版には登場せず、彼の役割の一部を鬼塚が務める。
キバヤシ、ナワヤ、タナカ、イケダ、トマル
声 - 平田広明（キバヤシ）、千葉一伸（ナワヤ）
アニメ版第27、28話に登場。『マガジン』同誌に連載されていた『MMR マガジンミステリー調査班』からのゲスト出演。日本各地の地方局のCMに出演していた野村朋子について調べ、鬼塚、沖ノ島らと対面し、朋子にMGPC（マガジングラビアプリンセスコンテスト）の参加に勧誘した。
星野 めぐみ（ほしの めぐみ）
声 - 川上とも子
アニメ版で登場したMGPC（マガジングラビアプリンセスコンテスト）参加者の一人。17歳。紹介式で朋子によって恥をかかされたことを恨み、自身が所属するワーニングプロダクションの力で、朋子宛の葉書を自分のものにしたり水着を盗ませたりファンに住所をばらしたりなどの不正行為を行ってプリンセスの座に就き、朋子のコンテスト順位を最下位に追いやるも、その結果にファンは納得せず授賞式の最中に大半が帰ってしまう。その後は八百長が発覚し失脚した。

### SHONAN 14DAYS

#### ホワイトスワン職員
白鳥 あやめ（しらとり あやめ）
児童養護施設「ホワイトスワン」の職員。
冬月とは高校時代の同級生かつ親友であり、初対面ながらも鬼塚のことを彼女から聞かされ、よく知っていた（携帯電話に冬月から送られた、鬼塚と内山田のホモ合成写真が入っている）。湘南に来て行く当てのない鬼塚をホワイトスワンに招き、そこで破天荒ながらも子どもたちの心を開いていく鬼塚に惹かれていく。性格は優しく、母性本能も強い。美巨乳。剣道の有段者でもあり、葛城を脅した榊の実家に殴りこんだこともあるほか、藤崎と同じく覗き見していた鬼塚に「私と藤崎のオッパイはどっちが綺麗？」という質問をし、白鳥と即答した鬼塚をボコボコにしたこともある。
藤崎 志乃美（ふじさき しのみ）
『湘南純愛組!』のころからの鬼塚の友達。「ホワイトスワン」の職員とメイクアップアーティストを兼業している。姉御肌で気っ風の良い性格。鬼塚に風呂場を覗かれるという最悪の状況で、再会を果たす。高校時代の終盤に鬼塚が突然姿をくらまして以来、長らく音信不通だったこともあって険悪になるが、気持ちをぶつけ合って和解した。高校時代から鬼塚に対して一途な恋愛感情を抱いているが、デリカシーに欠ける鬼塚の言動からすぐにケンカになり、素直に自分の想いを打ち明けられずにいる。自分同様に鬼塚に好意を寄せる神崎との初対面時は嫉妬心を抱いたものの、似た者同士として意気投合。パラダイス・ロストでは、鬼塚らに頼まれて、薬漬けにされて洗脳されたこだまを保護、匿っている。
福水 洋之助（ふくみず ひろのすけ）
「ホワイトスワン」「スマイルダック」「ハミングバード」などのグループホームを運営する、社会福祉法人「バードランド」の園長。46歳の独身。趣味はプラモデル作りで、中学時代より零戦が好き。白鳥に思いを寄せており、素行の悪そうな鬼塚から彼女の貞操を守ろうと奮闘するが、傍から見ると彼のほうがセクハラ行為を働いている。園長になったのはプラモ作りへの時間が十分に取れることが理由だが、子供好きでもあり、保護している子どもたちのことは気にかけている。内山田と気が合い、彼とぼったくりバーをはしごしている。牧田の辞職後は市長選に立候補し、見事当選する。

#### 「ホワイトスワン」入所者
葛城 美姫（かつらぎ みき）
神奈川県警の上層部に勤める父親を持ち、護身のために警察官を一気に呼び寄せるGPS機能付き携帯電話を持ち歩いている。また、逆に不良や暴力団とも多くの繋がりがある（これは下記のオイディプス倶楽部のコネによるもの）。大人を嫌い、わざと騒ぎを起こしては多くの警官を呼び寄せており、彼女の身勝手な行動に関しては警察本部から問題視されている。よって、他の子どもたちと比べると、父親がいる点では普通の家庭を持つ。上記の行動に走るのも父親に構って欲しいあまりのことである。鬼塚を目の仇にし、彼を施設から追い出そうと様々な手段をとるが、盗撮マニアの集団に拉致されて鬼塚や父により助けられたことを機に、周囲に心を開くようになる。
母親は1年前に事故で亡くなり、父親は家に帰れない日が多いため、心配との理由でWSに預けられた。父親は娘に愛情を持っていたものの、それを理解しておらず、その想いがオイディプス倶楽部に関与することに繋がるが、改心したことで逆に標的にされかけるも、あやめと鬼塚の行動で事なきを得る。ホワイトスワンの子供たちの中では唯一最終的に親との和解を果たした人物。
菅原 桜子（すがわら さくらこ）
母・綾とともに暴力的な父親から激しい暴力を受けており、父の児童虐待（および児童性的虐待）によるトラウマが原因で、構ってほしい時にすぐにリストカットしてしまう癖を持つ。天然ボケな性格で子どもっぽく、やや舌ったらずな口調で話す。鬼塚と親しくしたところを見た美姫によって父親を呼ばれて危うく連行されかけたが、鬼塚に守られる（この一件で鬼塚は子どもたちと親しくなった）。のちに牧田の政策で再び父に引き取られそうになるが、麗美の作戦によって父が逮捕されたため、事なきを得た。
水原 遼一（みずはら りょういち）
親戚の家を転々とした後、ホワイトスワンに預けられた。ゲーム好き。自分の領域（テリトリー）に入られることを嫌い、馴れ馴れしい鬼塚を疎ましく思っていたが、ゲームで対戦したことを機に親しくなった。境遇を馬鹿にしたクラスメートが人力飛行機コンテスト『親子で鳥になれ！』に出場しており、見返してやるために鬼塚とともに出場し、そして優勝した。当初、姓が川原（かわはら）となっている。
大垣 郁子（おおがき いくこ）
幼少期から母親の虐待を受けていた。母親につけられたタバコや熱湯による火傷の痕が多数あり、夏でも長袖でしか過ごさない。当初は美姫同様、鬼塚を良く思っていなかったが、徐々にエスカレートしていく美姫の行動を見て鬼塚に彼女の過去を話した。自分の家庭環境のため、普通の親のいる美姫を羨ましく思い、同時に幸せになって欲しいと思っている。牧田による帰省対策の一環で母親が施設に現れたことで当初は虐待のトラウマから自室で怯えていたが、優しく抱きしめたことで母親とともに生きることを決意し、隠していた傷を露出させた。帰宅後、傷を露出させたことで激怒した母親に熱湯をかけられて重体に陥り、鬼塚に助けを求める。騒動の収束後、鬼塚たちによって市長から優秀な医者を紹介してもらい、傷の痕もなくなり、半袖やスカートなどの肌を露出した服も着られるようになった。
堂島 誠也（どうじま せいや）
母親の恋人に暴力を受けており、その男と同じ刺青を背中に彫られている。母親は暴力に耐えられずに彼を置いて姿を消したが、のちに恋人と和解。『オイディプス倶楽部』のメンバーで、復讐しようと拳銃を持ち出すが、鬼塚に止められる。しかし、再び莉子・神子に唆されて今度は男を追い詰めるも、その場で母親が自分より恋人をかばったこと、自分を施設に捨てようとしたことを知って絶望し、拳銃を奪われて撃たれそうになるも、鬼塚によって救われる。その後は鬼塚の行動力とあやめの愛情で再びホワイトスワンに戻った（母親とその恋人は莉子・神子によって制裁された）。
里見 圭一（さとみ けいいち）
野球部所属。父親はボクサー（やられ役）だったが、自分を支えてくれた母が亡くなった後、普通に働き出すが目を患ってしまう。そのため、姉の未央とともに自ら望んでホワイトスワンに入所した。自分達を養おうとした父のため、中学卒業後は就職希望。色々と問題の多いホワイトスワンのメンバーでは、普通であると自覚している。桑江遥という彼女がいるが、施設育ちや父の昔の職業といった境遇を理由に、彼女の親から交際を反対される。鬼塚に助けを求めて一芝居打とうとするも、鬼塚はミスしてその場に来ることができず、自ら自分の意思を伝えて和解。
里見 未央（さとみ みお）
圭一の姉。高校卒業後は介護の仕事に就くため、勉強している。しっかりした性格で、よく桜子の面倒も見ている。

#### その他の人物（SHONAN 14DAYS）
桑江 遥（くわえ はるか）
圭一の彼女で野球部のマネージャーもしている。圭一と交際していることを母親に知られて飛び降り自殺を図ろうとするが、鬼塚に間一髪で助けられる。
牧田 ジロー（まきた ジロー）
市長。カツラであるが、周囲には隠している。不正を繰り返し、それで得た金を使い視察という名目で豪遊するなど私腹を肥やしている。自分の地位のためにと強引な帰宅政策を実施し、それが原因で郁子の母親が娘に熱湯をかけさせる事件を関節的に引き起こしてしまう。その責任逃れのため身代わりを立ててまで揉み消しを図るも、自身を裏切った秘書から不正の証拠を入手した鬼塚と自ら墓穴を掘る形（警察に助けを求めたが、それにより自分が豪遊していたことが露呈されかけてしまう）で追い詰められ、不正を公表しないことを条件に、カツラを外し郁子への謝罪をマスコミの前でさせられ市長を辞職した。
郁子の母親
雑誌編集者。母子家庭の世間体を気にしており、躾と称して郁子に虐待させていた。当の本人は虐待の自覚がなく、今でも施設に娘の郁子を返してもらうよう懇願している。牧田の帰省政策として娘を連れ戻そうとホワイトスワンに現れる。帰宅後に傷を露出させたことに激怒し娘に熱湯をかけて彼女を重体にさせ、その後警察に取り押さえられた。苛立つと爪を噛む癖を持っている。郁子のことには彼女なりに愛情を持ってはいるが、前述の行動から結局は娘よりも世間体を守ることを優先させている。

#### BLACK DIAMOND（SHONAN 14DAYS 番外編）
榊 莉子（さかき りこ）、榊 神子（さかき みこ）
「SHONAN 14DAYS」の番外編・「BLACK DIAMOND」にも登場する、「スマイルダック」に入所していた双子の姉妹。髪を左分けにしているのが姉の莉子、右分けにしているのが妹の神子。実母が不倫相手である姉妹の父を繋ぎとめるためだけの道具として産んだが、相手にされなかったために何度も捨てられた。後に実母は覚せい剤中毒の末首吊り自殺し、姉妹は母親の親戚に預けられたが、そこでも蔑ろにされたため家への放火を行う。施設入所後は面会に来た実父を包丁で刺し、魍魎一家の組長を里親にして好き勝手やっていた。
妹の神子のほうが問題を良く起こし、事件の主犯になることも多い。それに対し、姉の莉子は神子の行動がやりすぎだと感じた場合は事前に根回しし、暴走を止めることもあり、これは姉としての責任感や妹を守るために行っていることだが、神子からは「自分だけいい子と思われたいから」と思われている。自分たちと同じ境遇の仲間を集めて『オイディプス倶楽部』と呼ばれるチームを結成し、大人への復讐を行っていた。しかし、鬼塚との交流を経て改心し、実父との関係にも決着を付け施設に戻った。のちに更生し、茅ヶ崎華北学園の風紀委員を務めている。9巻収録の短編『BLACK DIAMOND』では主人公を務め、生徒たちに害を与える不良などに対して制裁を行っている。
如月（きさらぎ）
「SHONAN 14DAYS」の番外編・「BLACK DIAMOND」のみ登場する準主役的存在で、莉子・神子が通う茅ヶ崎華北学園の生徒会長。県警の本部長の息子であり、心配性の常識人。姉妹の過激なやり方に批判しているが、彼女らのサポート役を務めている。
魍魎一家（もうりょういっか）
ヤクザ。組長はロリコンであり、莉子・神子の里親になったのもそれが理由である。ただし、姉妹の行動について否定的な妻には頭が上がらず、最終的には自身も姉妹を更生させるために組員と共に鬼塚に協力した。組員は姉妹には好意的に接しており、2人が組を離れて更生した後も、頼みを聞いて制裁の手伝いを行っている。組長の妻は姉妹を冷遇してはいたものの、「親」としてそれなりに気遣っており、2人が組を離れる際には、未練から引き止めようとした夫を制裁して心良く送り出した。
澤田法子
養護教諭だが「極鬼会」の神尾と繋がりがあり、学校内に盗撮を仕掛け、それをネタに生徒を脅して売春させる元締め。

### 井の頭ガーゴイル
沖田 総一郎（おきた そういちろう）
冴島の後輩で冴島以上に女癖や勤務態度が悪く、勤務中でもエッチする。
冴島と組んで覗き盗撮をする。
父は本庁の幹部だが、息子の不祥事を過度の揉み消しを咎められ、丸山によって八丈島に左遷された他、自身も井の頭公園交番から交通課企画部の部署に飛ばされてピーポ君に扮している。
冴島の事を「パイパンマン」と言っている。
丸山 鉄司（まるやま てつじ）
湘南署少年課から吉祥寺署署長に出向してきた強面。鬼畜と言われ、学生時代の冴島や鎌田は散々世話になっている。
沖田の父親を八丈島に左遷した。
勝股 純一（かつまた じゅんいち）
新人警官だが辞めて大好きな鉄道模型店に転職。名義は鎌田に貸しているので退職になっていない。
鎌田 純（かまた じゅん）
『湘南純愛組』のころからの冴島の悪友の1人。双子の弟の薫が薬物で昏睡状態になり、犯人逮捕のためにアメリカ留学から帰国し、勝股名義の警官になる。
四堂（しどう）
吉祥寺駅前交番の巡査。表向きは優男を装っているが、薬物の売人でもあり、押収された証拠品も回収している。
白石 優（ゆう）
近所に住む7歳。冴島のことが好きでよく交番に来る。冴島の似顔絵を書いたり、玩具の指輪や母親のパンティーをプレゼントし、「16歳になったら迎えに来て。将来はサエジマの嫁になる」とまで言う。パイパンはコンビニの新しいパンだと思っている。沖田は彼女と冴島が仲良しなのは冴島がパイパン好きだと言っている。実は白石知夏の連れ子。
白石 知夏（ちか）
冴島の元カノで高校中退。優人の母親。結婚して豪邸に住んでいる。
白石 優人（ゆうと）
優の異母弟。目元口元が冴島にそっくりだと言う。
グレイ女
冴島の行きつけのデリヘル嬢。剃毛プレイもしている。ダウンメイクでブスに見せかけてるが実際はかなりカワイイ。学生時代の担任がデリヘル嬢として呼んだためにダウンメイクしている。

### パラダイス・ロスト

#### 湾岸刑務所
玄田（げんだ・ほ-4号）
鬼塚にタバコを勧めた中年。通称「玄さん」。鬼塚が彫った仏像に魂や祈りを感じ話しかける。その後、煙草をくすねたことがバレ鬼塚とともに懲罰房に入る。元トラック運転手でモールス信号に詳しい。
村上 翔（むらかみ しょう・へ-12号）
「G&Gゴールド」のヴィアスプレジデント担当の若きホープであり、霧島の同僚。霧島の謀略によって地獄のどん底に突き落とされ、霧島の運転手という屈辱的な立場に追い込まれる。このため、霧島には強い恨みを持ち、彼の名刺を悪用しながらいくつもの悪事を働き、彼を奈落の底につき落として復讐しようともくろんでいた。しかし、被害に遭った橋本に助けを求められた鬼塚と、霧島本人に捕まって通報されて復讐は失敗に終わる。
霧島を名乗り、霧島の名刺を悪用し、偽札を使って女性を落とし、睡眠薬を飲ませて陵辱した後に名刺を残したり、ソープランドではコンパニオンに「霧島汁を飲め」と言い顔射や精飲などの嫌がらせをしたりして、霧島を地獄のどん底に突き落とそうと目論む。
橋本とエッチして、彼女が妊娠したと言った途端通信拒否をする。
しかし、女子高生に変装した鬼塚と警察に通報した霧島によって野望は潰え、逮捕され湾岸刑務所に投獄され、坊主頭になって、鬼塚と共に服役中。
愛車はフォルクスワーゲン・タイプ1(ビートル)であり、ポルシェとは兄弟車である。
牧島（い-13号）
鬼塚と同室。カマドウマを食わされて腹痛と下痢を起こした。
タカヒロ（ヘビモス・む-28号）
タカシの実弟で顔にも刺青がある。
タカシ
持病により医療刑務所で透析を受け続けている。
アナコンダ村西
ホモ毛がある。元レスリング代表で寝技とベアバックは強烈らしい。
ドナルド遠藤（と-25号）
通称「ミスター大統領」で自称「関東地方の大統領」。支援者・献金者がいるせいか、葉巻を吸い、リングマッチを要求している。容姿はドナルド・トランプに似ている。
勝俣等（へ-18号）
ゴンザレス三鷹（ひ-05号）
元力士。
モリケン（な-16号）
J(ろ-9号）
山村豊（は-19号）
鬼塚（に-20号）
轟
刑務長。巨体だが俊敏な動きをする。レクレーションと称してバスケットボールで脳天ダンクなどで服役囚をイジメる。
刑務所長
大練馬銀河教の教祖と繋がっており、鬼塚イジメを仕掛ける。女性囚人を呼びつけ所長室でセックスしている。

#### 高等部の教師
こだま 那奈（こだま なな）
Gクラスの担任。
かつては、自身も女子大生時代はGカップアイドルとして芸能活動をし、2年間の空白を経て教職の道に歩むものの、個性的な生徒ばかり集うGクラスに頭を悩ませていた。そのため、当初は鬼塚に破天荒な行いに驚くばかりであったが、次第に彼のよき理解者となっていく。
荒羅木に拉致され大練馬銀河教の巫女として洗脳されたが、鬼塚・霧島・天童に救出され、ホワイトスワンで匿われている。その後、学園内守衛室で住み込み、笹本と天童の関係を見てしまって、影響を受けて鬼塚の童貞を卒業させる。
荒羅木とその愛人との間に出来た子で、グラビア時代はブラック事務所の陰謀によってアダルトビデオに強制的に出演させられ、教祖にまでハメ撮りされていた。
山之井（やまのい）
教頭。左目の下にあるホクロが特徴。
堅物そうな見た目の割にご開帳した鬼塚のことを「脱がされた鬼塚は被害者で、脱がせたのは生徒だから生徒も一緒に処分しろ」とよく庇い、芸能クラスを特別扱いすることも否定的で、高圧的で他人任せな行動や言動が多い内山田ひろしに対して、生方と一緒に「副校長としての自覚がない」と厳しく叱責する他、「ハゲ山田・ヅラ山田・カツラ買え」などと落書きされた際も、「不服なら警察に通報すれば」と言う。
鬼塚に嫌味を言うこともあるが通用しない。
天童 景虎（てんどう かげとら）
犬丸の特命を受け学園に潜入赴任してきた若手教師。その正体は「鬼爆」時代の鬼塚をライバル視していた元ヤンキー。暴力団とのつながりも持つ。
中学時代は冴島と同級生だった。バスケットボール部のエースで、平塚十輪高校にスポーツ推薦で進学するものの、自分より上の選手が多数在籍しており部活動を休みがちになり挫折し、不良になる。
高校時代、不良グループに絡まれていたところを鬼塚に助けてもらい、個人的な因縁が生まれる。以降、喧嘩・バイクの搭乗技術などあらゆる面で鬼塚に劣り、鬼塚のリーゼント・ピアス・カワサキに対抗するために、自身はパンチパーマ・指輪・スズキで対抗したが勝てないどころか「十輪のくせに生意気な髪型するな。テメーらは大人しくスポーツしてろ」と言われた。鬼塚が入れていない刺青を入れることで上に立とうとしたが、激痛に耐えられず断念。その後は大学に進学して教員免許を取得。熱血教師として生徒からも慕われ、顧問を務めた部活も好成績を収めるなど順風満帆な日々を送っていたが、刺青を入れていたことがバレて解雇される。
その後、自暴自棄になって刺青を完成させ、暴力団に入るしか無いと覚悟していたが、鬼塚が教師になっていたことを知り、刺青を隠して学園に赴任。Gクラスの成績不振を解消することで鬼塚より上に立とうとするが、一癖も二癖もある生徒たちにおちょくられて苦戦。ゲームセンターでのゲーム対決に負けた際、苛立ちが爆発して上着を脱ぎ捨ててしまい、刺青を入れていたことが発覚して懲戒免職の危機に陥る。しかし、鬼塚が「刺青を消すスプレー」を懲罰委員会の寸前に提供し、ゲームセンターでの一件は生徒を驚かせるための一時的なイタズラだったということになり、厳重注意を受けるだけに留まった。それ以後は鬼塚に教師としてのライバルと認められ、ついに鬼塚と同じ土俵に立てたと喜ぶが、以前より付き合いのあった暴力団から鬼塚を殺せと命じられ、葛藤することになる。
笹本（ささもと）
眼鏡をかけた1-Dの担任。
空き教室に連れ込まれた天童に無理矢理性的関係を持たされたものの、それ以降天童に惚れている様子で、肉体関係を持ち続けている。修学旅行にも天童と行けることを喜んでいるが、霧島を濡れる眼差しで見ている。
鬼塚に天童との関係を知られており、「パッツンメガネ」「天童の女」と呼ばれている。
その後はこだまにも夜の生徒指導室で天童にバック挿入されているところを目撃されてしまっている。
生方 真（うぶかた まこと）
生活指導担当。過去一発屋で終わったフォークデュオ「レモンズ」で相方の肺炎による死去により、娘の芸能界入りを反対していた。相方の母親が娘のライブを見に来ていたことで考えを改める。女子トイレにダミーカメラを設置したことで退職。ゴブリンプロで娘を支える。作詞作曲は「生方実」名義。娘にギターを教えた。
君島 明
教師。
霧島 丈（きりしま じょう）
「アニマルJOE」の主人公。本業は銀行員で荒羅木の資産運用の金庫番で学園の会計士でもある。大木の産休により、教員免許を持っていたので桜井の依頼で臨時教師になる。担当は英語で1-D副担任。鬼塚とのボクシング対決を制し、ボクシング部顧問に就任。妻は居るが、多数のセックスフレンドと浮気不倫しており、運転しながらのカーセックスをしている。鬼塚が替え玉で童貞だということも知っており、鬼塚や天童を黙らせることもある。愛車は真紅のポルシェターボで、夜になるとある道路に決まって22時30分に出現する。高度なドライビングテクニックで勝負を仕掛けてきた車を事故に追いやることから、「2230の悪魔」として恐れられている。
生徒には手を出さないものの、天童同様に学園内の教室でセフレを呼びつけてエッチしている。
鴨川（かもがわ）
物理担当。アダムスのお告げのカラクリを見破って成田に教える。

#### 生徒

##### Gクラス・こだま学級
前担任は傷害で逮捕された。退学2名、留年3名、自殺未遂1名。
新崎 鉄也（にいざき てつや）
「SAMURAI」の一員。1番ダンスが下手な癖に態度がデカかったのでリーダーから嫌われていた。幼なじみの赤坂を含め、芸能界で売れていない生徒を見下し、時には差別している。また、前担任に厳しい叱責を受けた際には、ファンを利用して自宅やマイカー破壊するという嫌がらせをするなど、教師いじめを繰り返していた。クラスメートと組んで新任の鬼塚にいたずらを仕掛けるが、彼の制裁を食らって恥をかいたことで復讐を決意。ファンをあおって鬼塚に次々と陰湿な嫌がらせを繰り返し、ついには命を狙わせるようになる。さらに道明寺を騙して鬼塚を刃物で刺すように命令するが、鬼塚の策略にはまってアイドル生命を脅かされ、成田の信頼も失いかける。自殺したと思っていた道明寺が生きていたことや、彼女の思いと自分がやったことの重みを知り、今までの行為を反省して改心。道明寺の件で「応援してくれるファンがいるからステージに立てる」と考えを改め、レッスンも積極的に参加し、コンサート終了後は観客に頭を下げ続けるようになる。
成田 悠斗（なりた ゆうと）
「SAMURAI」の一員。鬼塚に蛙まみれにされる。鬼塚がこだまのスカートをめくっての赤パンティーをモロ見しての反応実験台にされた。歌も上手くギターもー弾けるが、SAMURAIでは披露することはなかった。父親が台湾のプロ野球チームにスカウトされたので父について行くことを決意し、SAMURAIを脱退する。
大石 夏（おおいし いわお）
所属事務所でのプロデューサーとの枕営業に悩まされている。ゴブリンプロに移籍する。
樹 樹里（いつき じゅり）
桜 亜優（さくら あゆ）
谷と仲が良い。一流会に通っていたが、薬物はしなかったものの事情聴取を受ける。
愛葉 めぐみ
宮地・広瀬・塩谷と出会い系サイトで奢らせて食べまくっていたが、あまりの無礼さに男性側から拉致されかける。その後はフードファイターを中心に活動する。
広瀬 ゆか
宮地 恭子（みやじ きょうこ）
塩谷 彩花（しおたに あやか）
赤坂 ゆうじ
新崎や大石と幼馴染み。
雛川 ひな
谷 瞳（たに ひとみ）
桜の影武者でアクションを代理出演している。長身で柔道や空手の心得があり、男子をも一発KO出来る。工事現場でバイトしており、鬼塚の勧めでアイドルレスラーを目指す。7年前は桜と背格好がほぼ同じだった。実家は「スナック純子」。
三原 和樹（みはら かずき）
父子家庭で、父の浮気癖やヤリチンに悩まされている。一度はホームレス生活をする。ゲーム好き。
生方 七海（うぶかた ななみ）
生方の娘。父親から教わったギターをこよなく愛する。すぐに上達し、学園祭で自作曲を披露するまでになる。「シンガーソング女子高生」として活動しており、父の「レモンズ」を「新生レモンズ」として復活させた。
西脇 梨々花（にしわき りりか）
理事長の孫。入院しており、飯森家に洗脳されていた。この実話を元にした主演映画「アダムスの部屋」が制作された。和久井との関係は不明。
宮下 咲（みやした さき）
子役で活躍していたが、古い顔らしくアイドルになり損ねた。智の姉。父親譲りの風船アートが得意。
細沼
知人に脅されて玄関のスノコの隙間に盗撮カメラを仕掛けた。イジメ対策で鬼塚に鍛えられる。
大関
ドローン操作が上手で、鬼塚の指示で隙を見て飯森のアパートに盗撮用ドローンを仕掛ける。
黒石 護（くろいし まもる）
母親が三原の父親とのスキャンダル・再婚により同級生と兄弟になってしまうと不安だったがゲーム好きという共通点で打ち解ける。

##### 1-D・笹本学級
橋本
村上に援交を吹きかけて妊娠したと言ってお金を取ろうとした途端に途切れてしまう。彼氏に脅されて40万を払っている。鬼塚にエッチしても良いと言い、体育館倉庫で鬼塚とエッチしようとしたところに霧島に淫行だと止められる。
昭島
ボクシング部設立により鬼塚に顧問就任を依頼するが、霧島が割って入り、ボクシング対決を制した霧島にお願いする。

##### 中等部
宮下 智
JJJの唯一の中学生。元々は姉に誘われて一緒にオーディションを受けて合格したが姉は落選。冬月学級でGクラスに行かず他校に進学希望だったが、野村朋子と人形遊びしているうちに演技に興味を持つようになり、アイドル卒業して役者に進む決意をし、Gクラスに進学予定。冬月に対して「楽しそうで中等部より高等部のほうがあってるんじゃないの」と言っている。

#### 父兄
三原 良二（みはら りょうじ）
和樹の父親。昭和時代から刑事役やアウトロー役を中心に、数々の映画で主演を務めてきた。俳優としての実力は高いが、性欲が強く女性にだらしない。妻のかなえと別れてからも再婚や離婚を繰り返し、人気女優をはじめ、毎日のように違う女性を家に連れ込んでいる。このため、息子にとっては反面教師のような存在になっている。しかし、家族のことは昔から大切に思っており、かなえ曰く「実は誰よりも寂しがり屋」。和樹が家出してかなえに会いに行った際は自ら追って北海道まで迎えに行き、かなえとも再会を果たす。
ファンも多いが、プレイボーイのバツ8でスキャンダルが多く、喧嘩で逮捕されたことも多々ある。毎日のように自宅に女性を連れ込みセックスしている。共演者・ファンなど片っ端から手を出しており、メイドや息子の知人にまで手を出したのでヤリチンぶりに煙たがられ、愛想を尽かされた息子に出て行かれた。しかし息子思いであり、積丹に和樹を迎えに行く。その後は、息子の目に付かない風呂場でセックスするようになるが、「見えないところだからいいか」で黙認状態。
18巻では黒石佑子とのペアリングデートがスクープされており、再婚する。
かなえ
三原和樹の実母で、元女優。幼少期に離婚し、現在は故郷の積丹で小さな食堂を営んでいる。別の男性と再婚したあとに娘のチカが生まれたがすぐに別れ、現在は幼いチカと二人で暮らしている。良二との離婚時は幼い和樹を連れて行くつもりでいたが、良二を心配した和樹が彼のもとを離れようとしなかったため、連れて行くことをあきらめた。良二の女好きには呆れていたものの、両親を亡くした寂しがり屋な彼のことや、和樹のことはずっと心配していた。
西脇 玲香（にしわき れいか）
梨々香の母で理事長の娘。梨々香を分からせるために洗脳されたふりをする。夫はながら運転による交通事故で他界。
飯森 静江（いいもり しずえ）
西脇の事務所が雇っていたフリースタイリスト。占い師として違法無線の声を「アダムスのお告げ」と称して西脇らを洗脳して前世の母を語る。カツラとスリット眼鏡を着用している。
飯森 健吾（いいもり けんご）
静江の夫。ポールダンスクラブ経営だが芳しくなく、著名人のストリップショーすれば再建可能と判断し、前世の父を名乗り、西脇を出演させていた。
飯森 麻子（いいもり あさこ）
静江の娘でストリッパー。西脇より年上だが前世の妹を名乗る。
黒石 佑子（くろいし ゆうこ）
女優。こだま学級のPTA会長。鬼塚はマジメなカタブツと言っている。三原とカーセックスをし再婚する。
成田利仁
父親で47歳。プロ野球引退後は夫婦喧嘩が絶えなかったが、台湾のチームにスカウトされて台湾行きを決める。息子もついて行く。

#### その他
室井 タク・大橋 ケント
アイドルユニット「SAMURAI」の一員。
道明寺 恵里（どうみょうじ えり）
「SAMURAI」のファンで行きすぎた行動により出禁になった。通称「貞子」。新崎に裏切られたことでファンを辞め、新たな目標として「いつか鬼塚の嫁になりたい」と立てる。
大塚 ヒロト
生方の元相方で自殺と思われていたが、過労により肺炎を患い死去。生前に新曲を残しており、母親経由で相方の娘に受け継がれる。
麻優
プロレスラー。
森田純・丸刈久美(モリタじゅん・まるがりくみ)
一流会の主催者でモリタや丸刈正男の子。自宅マンションで覚醒剤吸引しながらの乱交パーティー中に逮捕された。
十文字 隼人（じゅうもんじ はやと）
「仮面ティーチャー」の主人公。
荒羅木 蒼一（あららぎ そういち）
芸能事業連合の会長でいわゆる芸能界のドン。その気になればあらゆる芸能事務所やタレントを干して、表舞台にいられなくできるほどの権力と人脈を持つ。大石と伊東の事件をきっかけに鬼塚を知り、ゴブリンプロの社長として大石を引き抜いた彼に興味を持つようになる。犬丸からゴブリンプロを潰してほしいと依頼されるが、彼が枕営業させていることを知って断るなど、枕営業をはじめとする業界の悪しき慣習に頼るやり方は心底嫌っている。当初は鬼塚を泳がせていたが、天童の事件をきっかけに鬼塚と直接会い、彼を気に入るようになる。のちにゴブリンプロをプラチナコートをベースにした正式なプロダクションとして生まれ変わらせ、鬼塚に代表取締役を任せた。代々木上原に住んでおり、ワニを飼っている。大練馬銀河教を隠れ蓑にして使途不明な金を隠している。ヤクザとの繋がりもある。
荒羅木 真帆
長女でこだまの異母姉。SAMURAIの所属事務所「ファーブルマーブル」社長。
西葉　隼人
殿堂王社長。敵対する事務所の人間のスキャンダル捏造する人物。荒羅木の部下。裏社会の関係者とも繋がっている。
神堂寺 郁也
「フロイド」社長で鬼塚の旧友。かつては湘南でVMAXを転がしていた。
犬丸 猛（いぬまる たけし）
「プラチナコート」社長。会社を成長させるために、大石をはじめとする若手女性に枕営業を強要している。裏では暴力団とつながりを持ち、大石がゴブリンプロに移籍して以降は鬼塚を狙うようになる。荒羅木に鬼塚を潰すように依頼するものの断られ、家入の手下に鬼塚の殺害を依頼。しかし、それを鬼塚や神堂寺を通して荒羅木に知られ、神堂寺にボコボコにされたうえでプラチナコート社長の立場も失った。会社はゴブリンプロに吸収され鬼塚が代表になる。
伊藤 森乃臣（いとう もりのしん）
40歳独身。兎好きで飼っている。テレビ局のプロデューサー。全決定権を持っていることを盾にして好き放題やりたい放題でセクハラや枕営業の盗撮常習犯。鬼畜生にチェーンソーで変な髪型にされたのでバッハのカツラを付けている。
アシュラ
内山田が北海道一人旅行で出会ったミュージシャン。過去DVやタクシー車内での性交や青姦で逮捕されている。
名倉と青姦中にヒグマに襲われてパンツ姿で逃げる。内山田に鬼塚以上のクズで抜作とまで言われる。好子がファンだった。
名倉 雫紅（なぐら しずく）
アシュラの恋人だが良いように使われていた他、熊に襲われた時も置き去りにされてしまう。内山田によって救出された。元はアシュラのデビュー前からのファンで、生活費や活動費などを工面して彼をサポートし続けていた。しかし、アシュラが売れるようになってからは冷たくされ、時には暴力を振るわれるようになる。アシュラと北海道旅行に来るが、ヒグマが出る危険な森に連れ込まれたうえに、ヒグマが出たとたんに彼に置き去りにされて遭難。キャンプ場で出会っていた内山田に救出されるものの、身勝手なアシュラのことは名倉自身のためにも、甘やかすべきではないと指摘される。アシュラのマネージャーが差し向けた不良に襲われかけるものの、内山田と鬼塚に助けられ、無事に森の外に出る。しかし、ほかの女を連れ込んでいたアシュラに何度も裏切られていたことを悟り、彼を見限る。鬼塚たちと一緒になって制裁を下したあとは、内山田と鬼塚に感謝を告げ、一人で帰って行った。
黒田 紀章（くろだ のりあき）
黒田企画代表。生方が昔所属していたブラック事務所で、現在はチビの息子がやっている。

## 用語
ここでは、重要視される語句のみ記述する。
学校法人「東京吉祥学苑」（とうきょうきっしょうがくえん）
鬼塚の勤務する学苑。幼等部「たんたんたぬきの幼稚園」・初等部・中等部・高等部・大学を擁する巨大一貫校のマンモス校。作中では「名門」と呼ばれる。提携姉妹校に学校法人「ムカチャッパ学園」（鬼塚曰く「ムツゴロウ王国」）があり、その所在地は北海道ムカチャッパ共和国にある。なお、吉祥女子中学校・高等学校が実在している関係上、アニメ版では「聖林学園」、ドラマ版（98年）では「武蔵野聖林学苑」、2012リメイク版では「明修学苑」となっているが、学校法人聖林学園という名は提携先の研修施設。
天使部隊（てんしぶたい）
校長となった大門美鈴が学園を表と裏から掌握するために極秘裏に校内に送り込んだ学生部隊。リーダー格だった渋谷翔と常盤愛を含み構成員は10人以上で、いくつかの小グループに分かれて行動する。全員が中学生となっているが、実年齢はバラバラで通常ならば高校生の年齢である者もいる。イジメ・レイプ・家庭問題といった悲惨な過去を持つ少年少女の集まりであり、自殺未遂をした者達でもある。
カウンセラー時代の大門によって、強力な戦闘部隊として育てあげられており、校内にある学園運営の障害を取り除くという目的のもと、自身らの活動は正義だと信じて疑わないが、暴力事件を起こしたり悪評を流すなど、手段を選ばない危うさを持つ。しかしそれらは、不良グループによるお礼参り（学園への報復）、誹謗中傷による度重なる自殺騒動、誘拐および内閣を標的としたテロ騒動といった大問題事件を次々と誘発させており、結果的に天使部隊の活動は問題児を排除するどころか、学園そのものを潰しかねない傍迷惑な行為に等しかった。
後に常盤は（美穂と慶子共々）鬼塚に寝返る。最後はリーダーの渋谷の暴走により壊滅的被害を受けた。
理事会のクーデターグループ（仮称）
桜井理事長の口から出てきた不穏分子で、教育の理想を推進する桜井を追放して学園支配と利権を追求することが目当て。丸山校長を転勤させ、大門校長を送り込んだ黒幕的存在でもある。しかし立場を追われた桜井の腹心である板垣と復学した拓海の策略で、存在とこれまでの所業を文部省調査課に暴露され、全員が失脚した模様。
白鳥児童養護施設（しらとりじどうようごしせつ）
湘南にある、家庭問題により事実上の孤児となった児童（少年少女）を保護する施設。通称ホワイトスワン。
オイディプス倶楽部
「SHONAN 14DAYS」編に登場。親や大人から酷い扱いを受けた子供たちが集まり、復讐を行うチーム。リーダーは榊 莉子&神子（主に神子）で、ホワイトスワンのメンバーのうち、美姫と誠也も一時所属していた。当初は小グループだったが、後に拳銃を扱ったりとエスカレートしていった。チーム内には裕福な家庭の子もおり、榊姉妹の養父が暴力団の組長であることから様々な人脈へのコネもある。リーダーである莉子と神子の二人が改心したため、最終的には解散されたと思われる。
チーム名の由来は親を殺した償いに自分の目を潰したオイディプス王から。ただし、チームの子供たちに罪悪感や罪を償おうとする意思はほとんど見られない（最終的に心から償おうとしたのは莉子と神子のみ）。
イントラネットサーヴァーシステム
東京吉祥学苑において校長となった大門美鈴が導入したサーヴァーシステム。モバイル機は全生徒および教職員に配布された。インターネットへの接続や電子メールでの通信が可能。実は教職員の働き振りを点数で評価するシステム機で、点数に応じ、給料が増減される。評価に関する情報は校内の中央コンピューター室のメインサーヴァーにて送信される。なお、添付される点数は主に下記の通りである。
・担当生徒が傷害事件を起こす:-300〜-50点（解雇の場合あり）
・体罰:-50点
・花壇に粗相:-20点
・図書室の本や備品の無断持出や売却:-10点
・職務中の居眠り:-10点
・父兄とデート:-10点
・卑猥なポスターを貼る:-8点
・頭髪を染める:-5点
・金銭の貸借:-3点
・爪を常時清潔に:+1点
・上司や同僚に積極的に茶を入れてあげる:+1点
・机を常時綺麗な状態に:+2点
・生徒が抱える悩みなどを解決:+10点
・苛めから救う:+50点
・TOEICで900点以上・文化勲章・五輪でメダル取得:+100点
・園遊会に参加:+100点
・1年以上の不登校生徒を登校させる:+100点
また、生徒や教職員の情報の類もメインサーヴァにて送信され、管理されている。そのことで学苑の統制を図ろうとしている。
Gクラス
東京吉祥学苑高等部芸能科の通称。続編「パラダイス・ロスト」の舞台。
大練馬銀河教
「イデ」という宇宙意思を信仰する新興宗教で荒羅木が多額の寄付をしている。
三角形の中に目の形をしたマークが特徴。
お面を付けて白装束着用して団扇太鼓を叩きながら出版社に抗議する。
華原が入信している他、こだまをクスリで洗脳して巫女として小便を飲ませている。

## 書誌情報

### 単行本
- 藤沢とおる 『GTO』 講談社〈少年マガジンKC〉、全25巻
  1. 1997年5月16日第1刷発行（5月14日発売[24]）、ISBN 4-06-312411-8
  2. 1997年7月17日第1刷発行（7月15日発売[25]）、ISBN 4-06-312436-3
  3. 1997年9月17日第1刷発行（9月13日発売[26]）、ISBN 4-06-312455-X
  4. 1997年11月17日第1刷発行（11月14日発売[27]）、ISBN 4-06-312481-9
  5. 1998年1月16日第1刷発行（1月13日発売[28]）、ISBN 4-06-312503-3
  6. 1998年4月17日第1刷発行（4月15日発売[29]）、ISBN 4-06-312538-6
  7. 1998年6月17日第1刷発行（6月15日発売[30]）、ISBN 4-06-312559-9
  8. 1998年8月17日第1刷発行（8月10日発売[31]）、ISBN 4-06-312583-1
  9. 1998年11月17日第1刷発行（11月14日発売[32]）、ISBN 4-06-312619-6
  10. 1999年3月17日第1刷発行（3月15日発売[33]）、ISBN 4-06-312665-X
  11. 1999年6月17日第1刷発行（6月15日発売[34]）、ISBN 4-06-312688-9
  12. 1999年8月17日第1刷発行（8月7日発売[35]）、ISBN 4-06-312727-3
  13. 1999年11月17日第1刷発行（11月15日発売[36]）、ISBN 4-06-312773-7
  14. 2000年1月17日第1刷発行（1月14日発売[37]）、ISBN 4-06-312791-5
  15. 2000年4月14日第1刷発行（4月12日発売[38]）、ISBN 4-06-312824-5
  16. 2000年7月17日第1刷発行（7月14日発売[39]）、ISBN 4-06-312848-2
  17. 2000年9月14日第1刷発行（9月12日発売[40]）、ISBN 4-06-312882-2
  18. 2000年12月15日第1刷発行（12月13日発売[41]）、ISBN 4-06-312914-4
  19. 2001年3月16日第1刷発行（3月12日発売[42]）、ISBN 4-06-312947-0
  20. 2001年6月15日第1刷発行（6月13日発売[43]）、ISBN 4-06-312980-2
  21. 2001年8月10日第1刷発行（8月8日発売[44]）、ISBN 4-06-313006-1
  22. 2001年11月16日第1刷発行（11月14日発売[45]）、ISBN 4-06-313041-X
  23. 2002年3月15日第1刷発行（3月13日発売[46]）、ISBN 4-06-313073-8
  24. 2002年4月17日第1刷発行（4月15日発売[47]）、ISBN 4-06-313097-5
  25. 2002年4月17日第1刷発行（4月15日発売[48]）、ISBN 4-06-313098-3
- 藤沢とおる 『GTO SHONAN 14DAYS』 講談社〈少年マガジンKC〉、全9巻
  1. 2009年10月16日第1刷発行（同日発売[49]）、ISBN 978-4-06-384201-2
  2. 2009年12月17日第1刷発行（同日発売[50]）、ISBN 978-4-06-384229-6
  3. 2010年3月17日第1刷発行（同日発売[51]）、ISBN 978-4-06-384271-5
  4. 2010年7月16日第1刷発行（同日発売[52]）、ISBN 978-4-06-384336-1
  5. 2010年10月15日第1刷発行（同日発売[53]）、ISBN 978-4-06-384385-9
  6. 2011年2月17日第1刷発行（同日発売[54]）、ISBN 978-4-06-384450-4
  7. 2011年9月16日第1刷発行（同日発売[55]）、ISBN 978-4-06-384553-2
  8. 2011年10月17日第1刷発行（同日発売[56]）、ISBN 978-4-06-384570-9
  9. 2011年11月17日第1刷発行（同日発売[57]）、ISBN 978-4-06-384584-6
- 藤沢とおる 『GT-R』 講談社〈講談社コミックス〉、2012年11月16日発売[58]、ISBN 978-4-06-384758-1
- 藤沢とおる 『井の頭ガーゴイル』 講談社〈ヤンマガKCスペシャル〉、全5巻
  1. 2012年6月6日発売[59]、ISBN 978-4-06-382180-2
  2. 2012年6月27日発売[60]、ISBN 978-4-06-382189-5
  3. 2013年2月6日発売[61]、ISBN 978-4-06-382263-2
  4. 2013年8月19日発売[62]、ISBN 978-4-06-382340-0
  5. 2014年3月6日発売[63]、ISBN 978-4-06-382439-1
- 藤沢とおる 『GTO パラダイス・ロスト』 講談社〈ヤンマガKCスペシャル〉、既刊20巻（2022年11月4日現在）
  1. 2014年8月6日第1刷発行（同日発売[64]）、ISBN 978-4-06-382506-0
  2. 2015年3月6日第1刷発行（同日発売[65]）、ISBN 978-4-06-382582-4
  3. 2015年8月6日第1刷発行（同日発売[66]）、ISBN 978-4-06-382651-7
  4. 2016年4月6日第1刷発行（同日発売[67]）、ISBN 978-4-06-382762-0
  5. 2016年6月6日第1刷発行（同日発売[68]）、ISBN 978-4-06-382813-9
  6. 2016年9月6日第1刷発行（同日発売[69]）、ISBN 978-4-06-382849-8
  7. 2016年12月6日第1刷発行（同日発売[70]）、ISBN 978-4-06-382893-1
  8. 2017年3月6日第1刷発行（同日発売[71]）、ISBN 978-4-06-382935-8
  9. 2017年6月6日第1刷発行（同日発売[72]）、ISBN 978-4-06-382977-8
  10. 2017年9月6日第1刷発行（同日発売[73]）、ISBN 978-4-06-510143-8
  11. 2018年1月5日第1刷発行（同日発売[74]）、ISBN 978-4-06-510713-3
  12. 2019年11月6日第1刷発行（同日発売[75]）、ISBN 978-4-06-517739-6
  13. 2020年7月6日第1刷発行（同日発売[76]）、ISBN 978-4-06-519995-4
  14. 2020年10月6日第1刷発行（同日発売[77]）、ISBN 978-4-06-521001-7
  15. 2021年2月5日第1刷発行（同日発売[78]）、ISBN 978-4-06-522286-7
  16. 2021年7月6日第1刷発行（同日発売[79]）、ISBN 978-4-06-523676-5
  17. 2021年11月5日第1刷発行（同日発売[80]）、ISBN 978-4-06-525847-7
  18. 2022年3月4日第1刷発行（同日発売[81]）、ISBN 978-4-06-527110-0
  19. 2022年7月6日第1刷発行（同日発売[82]）、ISBN 978-4-06-528420-9
  20. 2022年11月4日第1刷発行（同日発売[83]）、ISBN 978-4-06-529802-2

### 廉価版
アンコール刊行が行われており、本記事では「アンコール刊行」（1回目のアンコール刊行）、「アンコール刊行！」（2回目のアンコール刊行）と表記している。
- 藤沢とおる 『GTO』 講談社〈講談社プラチナコミックス〉、全23巻
  1. 「伝説の教師!?鬼塚英吉登場!!」2006年7月12日発売[84]、ISBN 4-06-371778-X
  2. 「グレートティーチャー誕生!!」2006年7月26日発売[85]、ISBN 4-06-371786-0
  3. 「抗争勃発！ 鬼塚VS内山田!!」2006年8月9日発売[86]、ISBN 4-06-371796-8
  4. 「アイドルプロデューサー鬼塚!?」2006年8月23日発売[87]、ISBN 4-06-371807-7
  5. 「鬼塚VS東大卒教師・勅使川原!!」2006年9月13日発売[88]、ISBN 4-06-371819-0
  6. 「鬼塚英吉、テストで全国制覇!?」2006年9月27日発売[89]、ISBN 4-06-371829-8
  7. 「IQ200!? 悪魔の人魚姫・神崎登場!!」2006年10月11日発売[90]、ISBN 4-06-371841-7
  8. 「鬼塚英吉のスペシャル課外授業!?」2006年10月25日発売[91]、ISBN 4-06-371847-6
  9. 「男・鬼塚、悩める冬月を救え！」2006年11月8日発売[92]、ISBN 4-06-371861-1
  10. 「鬼塚流ケジメのつけ方」2006年11月22日発売[93]、ISBN 4-06-371869-7
  11. 「横領？ 援交?? 鬼塚、退職!?」2006年12月13日発売[94]、ISBN 4-06-371880-8
  12. 「南の島・沖縄でGO--っ!!」2006年12月25日発売[95]、ISBN 4-06-371886-7
  13. 「超問題児・和久井繭、参上！」2007年1月5日発売[96]、ISBN 978-4-06-371902-4
  14. 「1対100！ 鬼塚VSドロップアウター!!」2007年1月22日発売[97]、ISBN 978-4-06-371908-6
  15. 「担任鬼塚、生徒の暴走を止めろ!!」2007年2月14日発売[98]、ISBN 978-4-06-371918-5
  16. 「決着!? 鬼塚VS内山田、再び!!」2007年2月28日発売[99]、ISBN 978-4-06-371925-3
  17. 「鬼塚英吉、銃弾に倒れる‥‥!?」2007年3月14日発売[100]、ISBN 978-4-06-371933-8
  18. 「解雇目前!? 鬼塚VS新校長!!」2007年3月28日発売[101]、ISBN 978-4-06-371940-6
  19. 「鬼塚を狙う“天使部隊”始動!!」2007年4月11日発売[102]、ISBN 978-4-06-371945-1
  20. 「鬼塚英吉“天使”におしおき!?」2007年4月25日発売[103]、ISBN 978-4-06-371951-2
  21. 「鬼塚先生、課外授業で生徒を誘拐!?」2007年5月9日発売[104]、ISBN 978-4-06-371962-8
  22. 「鬼塚英吉、ラストバトル‥‥!?」2007年5月23日発売[105]、ISBN 978-4-06-371968-0
  23. 「グッバイ！ グレートティーチャー!!」2007年6月13日発売[106]、ISBN 978-4-06-371977-2
- 藤沢とおる 『GTO』 講談社〈講談社プラチナコミックス〉、全14巻
  1. 「ヤンキー、教師を目指す!!」2008年12月3日発売[107]、ISBN 978-4-06-374317-3
    - アンコール刊行（2012年7月4日発売[108]）、ISBN 978-4-06-377618-8
    - アンコール刊行！（2014年7月16日発売[109]）、ISBN 978-4-06-378039-0

  2. 「担任鬼塚誕生!!」2008年12月17日発売[110]、ISBN 978-4-06-374322-7
    - アンコール刊行（2012年7月4日発売[111]）、ISBN 978-4-06-377619-5
    - アンコール刊行！（2014年8月6日発売[112]）、ISBN 978-4-06-378043-7

  3. 「ぐれいと てぃーちゃー おっぱいアイドルを探せ!!」2009年1月7日発売[113]、ISBN 978-4-06-374347-0
    - アンコール刊行（2012年7月18日発売[114]）、ISBN 978-4-06-377620-1
    - アンコール刊行！（2014年8月20日発売[115]）、ISBN 978-4-06-378045-1

  4. 「死闘！！ 妄想教師VS.仮装教師鬼塚」2009年1月21日発売[116]、ISBN 978-4-06-374341-8
    - アンコール刊行（2012年7月18日発売[117]）、ISBN 978-4-06-377621-8
    - アンコール刊行！（2014年9月3日発売[118]）、ISBN 978-4-06-378050-5

  5. 「天才少女に個人授業！」2009年2月4日発売[119]、ISBN 978-4-06-374350-0
    - アンコール刊行（2012年8月1日発売[120]）、ISBN 978-4-06-377622-5
    - アンコール刊行！（2014年9月17日発売[121]）、ISBN 978-4-06-378055-0

  6. 「横領犯鬼塚、ケジメつけます！」2009年2月18日発売[122]、ISBN 978-4-06-374357-9
    - アンコール刊行（2012年8月1日発売[123]）、ISBN 978-4-06-377623-2

  7. 「援交少女にアブナイお仕置き！」2009年3月4日発売[124]、ISBN 978-4-06-374366-1
    - アンコール刊行（2012年8月16日発売[125]）、ISBN 978-4-06-377624-9

  8. 「恋が濃い来い沖縄林間学校！」2009年3月18日発売[126]、ISBN 978-4-06-374372-2
    - アンコール刊行（2012年8月16日発売[127]）、ISBN 978-4-06-377625-6

  9. 「スペシャルナイト裁判」2009年4月1日発売[128]、ISBN 978-4-06-374338-8
    - アンコール刊行（2012年9月5日発売[129]）、ISBN 978-4-06-377633-1

  10. 「裏切りのオトシマエ」2009年4月15日発売[130]、ISBN 978-4-06-374387-6
    - アンコール刊行（2012年9月5日発売[131]）、ISBN 978-4-06-377634-8

  11. 「発情コレクターに怒りの鉄槌！」2009年5月7日発売[132]、ISBN 978-4-06-374397-5
    - アンコール刊行（2012年9月19日発売[133]）、ISBN 978-4-06-377643-0

  12. 「コードネームは天使」2009年5月20日発売[134]、ISBN 978-4-06-374405-7
    - アンコール刊行（2012年9月19日発売[135]）、ISBN 978-4-06-377644-7

  13. 「天使の破壊ゲーム」2009年6月3日発売[136]、ISBN 978-4-06-374418-7
    - アンコール刊行（2012年10月3日発売[137]）、ISBN 978-4-06-377656-0

  14. 「不滅のグレートティーチャー」2009年6月17日発売[138]、ISBN 978-4-06-374425-5
    - アンコール刊行（2012年10月3日発売[139]）、ISBN 978-4-06-377657-7
- 藤沢とおる 『GTO SHONAN 14DAYS』 講談社〈講談社プラチナコミックス〉、全4巻
  1. 「今明かされる鬼塚、秘密の14日間!!」2016年10月5日発売[140]、ISBN 978-4-06-386028-3
  2. 「最凶悪魔ツインズ、莉子&神子登場!!」2016年10月19日発売[141]、ISBN 978-4-06-386029-0
  3. 「激闘!! リトルモンスターVS.鬼塚英吉!!」2016年11月2日発売[142]、ISBN 978-4-06-386039-9
  4. 「アツすぎる14日間、遂にフィナーレ!!」2016年11月16日発売[143]、ISBN 978-4-06-386044-3
- 藤沢とおる 『GTU -怒りのDEATH山田-』 ヒーローズ〈ヒーローズコミックス〉、既刊1巻（2025年4月4日現在）
  1. 2025年4月4日発売[144]、ISBN 978-4-86805-060-5

### 文庫版
- 藤沢とおる 『GTO』 講談社〈講談社漫画文庫〉、全12巻
  1. 2017年9月12日発売[145]、ISBN 978-4-06-510296-1
  2. 2017年9月12日発売[146]、ISBN 978-4-06-510297-8
  3. 2017年10月12日発売[147]、ISBN 978-4-06-510298-5
  4. 2017年10月12日発売[148]、ISBN 978-4-06-510300-5
  5. 2017年11月10日発売[149]、ISBN 978-4-06-510299-2
  6. 2017年11月10日発売[150]、ISBN 978-4-06-510301-2
  7. 2017年12月12日発売[151]、ISBN 978-4-06-510671-6
  8. 2017年12月12日発売[152]、ISBN 978-4-06-510672-3
  9. 2018年1月11日発売[153]、ISBN 978-4-06-510848-2
  10. 2018年1月11日発売[154]、ISBN 978-4-06-510853-6
  11. 2018年2月14日発売[155]、ISBN 978-4-06-510296-1
  12. 2018年2月14日発売[156]、ISBN 978-4-06-510854-3

### 関連書籍
- 『GTO公式ガイドブック B・A・D action 200 文部省非推薦 超B級BOOK』 講談社〈KCデラックス〉、1998年6月20日発売[157]、ISBN 4-06-333951-3
- 『GTO公式ガイドブック B・A・D action 200 II 先生は教えてくれない』 講談社〈KCデラックス〉、1999年1月20日発売[158]、ISBN 4-06-334029-5
- 『アニメ版 GTOキャラクター完全ガイド』 講談社〈KCデラックス〉、1999年6月21日発売[159]、ISBN 4-06-334089-9

## 実写化作品
1998年7月7日から反町隆史主演でドラマ化。翌年の1999年12月18日に映画化された、一旦シリーズは終了した。その後、2012年7月3日からEXILE・AKIRA主演でリメイクされている。
テレビドラマ
- 『GTO』（1998年7月7日 - 9月22日）
  - 『GTOドラマスペシャル』（1999年6月29日）
  - 『GTOリバイバル』（2024年4月1日）
- 『GTO（リメイク版第1シリーズ）』（2012年7月3日 - 9月11日）
  - 『GTO 秋も大暴れスペシャル』（2012年10月2日）
  - 『GTO 正月スペシャル! 冬休みも熱血授業だ』（2013年1月2日）
  - 『GTO完結編 〜さらば鬼塚! 卒業スペシャル〜』（2013年4月2日）
- 『GTO（リメイク版第2シリーズ）』（2014年7月8日 - 9月16日）

映画
- 『GTO』（1999年12月18日）

## 小説
ひょんなことから、北海道の学校「北文館学園」に臨時教師として、夏休みまでの2週間赴任することになった鬼塚の活躍を描く。小説版オリジナルキャラクター兼主役として「市川楽」と「桂木（小暮）綾乃」が登場。市川は「Live in 北海道」における語り手で、綾乃は同作におけるキーパーソンである。1999年には、この小説版を原案とした実写映画も制作された。

## テレビアニメ
1999年6月30日から2000年9月17日まで、フジテレビ系列（テレビ大分を除く）で放送された。全43話+特別編。当初は水曜19時30分から20時00分の放送だったが、1999年10月からは日曜19時30分から19時58分に枠移動（とともに2分短縮）した。当時は原作がまだ未完だったため原作12巻から13巻の「修学旅行編」までに相当する内容であり、その後、アニメオリジナルエピソードによる最終回を迎えた。ゴールデンタイムということもあり、原作の過激な表現がソフトになっていることが多い。日曜に枠移動後、特番の頻発で放送回数が大幅に減った。
セルアニメ末期の作品であり、基本的に本編はセル画で制作されているが、部分的にデジタルで制作されている箇所も存在する。オープニング映像はすべてデジタル制作となっている。
本放送時には本編内のパロディネタと関連して別番組の曲やBGMが多数使用されており、一例として『北斗の拳』、『機動戦士ガンダム』のBGMや、第24話で猿に扮した内山田が警察に確保される際に流れた中島みゆきの「世情」、第10話で朋子が歌っていた「ドナドナ」などがあったが、著作権の関係でVHS版・DVD版では別の音楽に差し替えられている（例外あり）。なお、実在の人物の名前の発言はピー音で規制されていたこともあった。
2008年、ロシア連邦通信監理委員会が同国のアニメ専門チャンネル・2X2で放送されている本作品の内容に対して性表現および暴力表現、犯罪の扇動に繋がる描写が多数含まれているとして問題視する意見を表明したことが明らかになった。
映像ソフト化については、VHS版・DVD版がリリースされたが、現在は廃盤となっており、Blu-ray版はリリースされていない。
バンダイチャンネルなどにて、動画が配信されている。なお内容はVHS版・DVD版をベースにしている。

### スタッフ
- 原作 - 藤沢とおる（講談社「週刊少年マガジン」連載）
- 監督 - 阿部記之
- シリーズ構成 - 十川誠志
- キャラクターデザイン - 宇佐美皓一
- サブキャラクターデザイン - 北山真理
- 美術監督 - 池田祐二
- カラーデザイン - 上谷秀夫
- 撮影監督 - 宮川晴年
- 編集 - 植松淳一
- 音響効果 - 倉橋静男
- 音響制作 - ザックプロモーション
- 音楽 - 本間勇輔
- 音楽監督 - 児玉隆
- プロデューサー - 瀧山麻土香→中村百合子→鈴木吉弘、勝股英夫、萩野賢
- 製作 - フジテレビ、SPE・ビジュアルワークス、スタジオぴえろ

### ゲストキャラ・声の出演
- 水樹ななこの父 - 梁田清之
- 水樹ななこの母 - 田中敦子
- 高浜 - 小林恵美
- 桃井 - 寺田はるひ
- トラック運転手 - 渡部猛
- 受験者 - 藤沢とおる
- 上岡 - 伊藤健太郎
- 宮崎 - 浅井清己
- 野村朋子の父 - 石井康嗣
- 大橋素子 - 氷上恭子
- 太垣 - 青山穣
- ヒデオ - 石川英郎
- 木崎瞳 - 長沢美樹
- 木崎オーナー - 石塚運昇
- 相良先生 - 服部幸子
- 白澤監督 - 郷里大輔
- 嘉手納高志 - 菊池正美

- 黒い三連星
  - ガイア - 百々麻子
  - マッシュ - 本田貴子
  - オルテガ - 浅井清己
- 武藤 - 小上裕通
- 足田 - 岡本嘉子
- 佐々木今日子 - 折笠富美子
- 若松美紀 - 小林恵美
- 藤吉コージの母 - 竹村叔子
- 藤吉都 - 折笠富美子
- 勝山 - 粟津貴嗣
- 塩崎 - 千葉一伸
- 佐藤葉子 - 萩原えみこ
- 誘拐犯 - 茶風林
- 誘拐犯 - 中嶋聡彦
- 平松 - 納谷六朗
- 青年 - 草尾毅
- 下條良人 - 掛川裕彦
- 水島 - 御友公喜
- 上原杏子の父 - 大川透

### 主題歌
放送第42話・第45話は総集編であり、放送ストーリー数は全43話（Lesson1 - Lesson43）となる。
歌詞字幕はエンディングのみあり（3期エンディング以降はない）。なお、Kirariはテレビドラマ版に水樹ナナコ役で出演。

#### オープニングテーマ
「Driver's High」（第1話 - 第16話）
歌 - L'Arc〜en〜Ciel / 作詞 - hyde / 作曲 - tetsu / 編曲 - L'Arc〜en〜Ciel & Hajime Okano（Ki/oon Records）
第44回〈最終話〉ではエンディングとして使用された。
「ヒトリノ夜」（第17話 - 第45話）
歌 - ポルノグラフィティ / 作詞 - ハルイチ / 作曲・編曲 - ak.homma（SME RECORDS）

#### エンディングテーマ
「Last Piece」（第1話 - 第16話）
歌・作詞 - Kirari / 作曲・編曲 - TARU（マーキュリー・ミュージックエンタテインメント）
「しずく」（第17話 - 第33話）
歌 - 奥田美和子 / 作詞・作曲・編曲 - 大江千里（Sony Records）
「CHERISHED MEMORIES」（第34話 - 第43話、第45話）
歌・編曲 - THE HONG KONG KNIFE / 作詞・作曲 - JOE ALCOHOL（KING RECORDS）

### 各話リスト
| 話数     | サブタイトル                                      | 脚本     | 絵コンテ       | 演出              | 作画監督          | 放送日 （フジテレビ） |
| -------- | ------------------------------------------------- | -------- | -------------- | ----------------- | ----------------- | --------------------- |
| Lesson1  | 鬼塚英吉22歳! 元不良 伝説の教育実習が今はじまる!! | 十川誠志 | 阿部記之       | 阿部記之 羽生尚靖 | 大西雅也 中森良治 | 1999年 6月30日        |
| Lesson2  | 天敵・内山田教頭登場!! 大逆転!?の最終面接         | 菅良幸   | 村山靖         | 桶澤尚            | 青野厚司          | 7月7日                |
| Lesson3  | 教師の仕事は命がけ?! 深夜の屋上ダイビング         | 西園悟   | 伊達勇登       | 伊達勇登          | 河村明夫          | 7月21日               |
| Lesson4  | 攻撃開始! 今、あばかれる鬼塚の怪しい日常?!        | 十川誠志 | 榎本明広       | 山内富夫          | ふかざわまなぶ    | 8月11日               |
| Lesson5  | 悪魔のリベンジ!! 目には目を、お尻にはお尻を       | 菅良幸   | 影山楙倫       | 小高義規          | 岩井優器          | 8月18日               |
| Lesson6  | 失業確定? 抗議殺到、あいつをクビにしろ!!          | 菅良幸   | 石堂宏之       | 石堂宏之          | 横瀬淳一          | 8月25日               |
| Lesson7  | 最も危険な家庭訪問! 母ちゃんに手を出すな          | 西園悟   | 榎本明広       | 榎本明広          | 青野厚司          | 9月1日                |
| Lesson8  | 村井死す!? 決死のベイブリッジ・バンジー!          | 西園悟   | 伊達勇登       | 伊達勇登          | 大西雅也          | 9月8日                |
| Lesson9  | うなる筋肉! 激闘! 鬼塚VS熱血体育教師!             | 山口亮太 | 影山楙倫       | 羽生尚靖          | 河村明夫          | 9月15日               |
| Lesson10 | 私ぬぎます! 朋子14歳・体当たりの初体験!           | 十川誠志 | うえだひでひと | 加藤洋人          | 番由紀子          | 9月22日               |
| Lesson11 | ゆれるFカップ! ビッグな胸とアイドル伝説!          | 十川誠志 | 東野はじめ     | 香川豊            | 中森良治          | 10月17日              |
| Lesson12 | 鬼塚追放! 闇の策略!                               | 山口亮太 | 影山楙倫       | 小高義規          | 岩井優器          | 10月31日              |
| Lesson13 | 鬼塚またまた失業確定?!                            | 山口亮太 | 羽生尚靖       | 羽生尚靖          | 青野厚司          | 11月21日              |
| Lesson14 | 地獄? 夢の二人暮らし                              | 菅良幸   | 水野和則       | 水野和則          | ふかざわまなぶ    | 12月5日               |
| Lesson15 | 死闘! 血染めの解答用紙!                           | 菅良幸   | 影山楙倫       | 石堂宏之          | 宍戸久美子        | 12月12日              |
| Lesson16 | 鬼塚マジギレ!! 強敵出現!!                         | 西園悟   | 伊達勇登       | 畠山茂樹          | 大西雅也          | 12月19日              |
| Lesson17 | 悪い夢! 逃亡者・鬼塚!                             | 西園悟   | 榎本明広       | 榎本明広          | 河村明夫          | 2000年 1月16日        |
| Lesson18 | 再会・恩師よ……                                    | 西園悟   | 羽生尚靖       | 羽生尚靖          | 中森良治          | 1月23日               |
| Lesson19 | 鬼塚、命がけの課外授業                            | 西園悟   | うえだひでひと | 加藤洋人          | 番由紀子          | 1月30日               |
| Lesson20 | Fからのラブレター                                 | 菅良幸   | 影山楙倫       | 小高義規          | 岩井優器          | 2月6日                |
| Lesson21 | 教師失格? 消えた冬月                              | 十川誠志 | 水野和則       | 畠山茂樹          | 河村明夫          | 2月13日               |
| Lesson22 | 鬼塚爆死?! 炎の大脱出!!                           | 十川誠志 | 水野和則       | 水野和則          | 大西雅也          | 2月20日               |
| Lesson23 | 鬼塚死す!? 最後の七日間                           | 山口亮太 | 榎本明広       | 榎本明広          | ふかざわまなぶ    | 2月27日               |
| Lesson24 | 父焦る! 家の娘に限って!!                          | 山口亮太 | 影山楙倫       | 畠山茂樹          | 宍戸久美子        | 3月5日                |
| Lesson25 | お色気先生に鬼塚クラッ                            | 菅良幸   | 羽生尚靖       | 羽生尚靖          | 中森良治          | 3月12日               |
| Lesson26 | 湘南の鬼VSハコスカの女王                          | 菅良幸   | 影山楙倫       | 小高義規          | 岩井優器          | 3月19日               |
| Lesson27 | トロ子の芸能界虎の穴                              | 西園悟   | 久志秀彰       | 久志秀彰          | 河村明夫          | 4月2日                |
| Lesson28 | 発表! 21世紀新アイドル                            | 西園悟   | うえだひでひと | 加藤洋人          | 番由紀子          | 4月16日               |
| Lesson29 | セーラー服と112万円                               | 菅良幸   | 都留稔幸       | 石堂宏之          | ふかざわまなぶ    | 4月23日               |
| Lesson30 | 罪と罰! 横領犯・鬼塚?!                            | 山口亮太 | 畠山茂樹       | 畠山茂樹          | 細山正樹          | 4月30日               |
| Lesson31 | 目指せ!! 憧れの沖縄行路                           | 十川誠志 | 影山楙倫       | 小高義規          | 敷島博英          | 5月7日                |
| Lesson32 | 嗚呼ベンツ丸つぶれ                                | 十川誠志 | 榎本明広       | 榎本明広          | 中森良治          | 5月14日               |
| Lesson33 | さらば鬼塚・22才の別れ                            | 十川誠志 | 水野和則       | 水野和則          | 大西雅也          | 5月28日               |
| Lesson34 | 監獄に一番近い警官                                | 山口亮太 | 阿部記之       | 香川豊            | 番由紀子          | 6月4日                |
| Lesson35 | 花嫁は14歳!! の息子あり                           | 菅良幸   | 羽生尚靖       | 羽生尚靖          | 桜井木ノ実        | 6月11日               |
| Lesson36 | 冬月変身! 燃えろ夏女!                             | 十川誠志 | 東野はじめ     | 中川聡            | しまだひであき    | 6月18日               |
| Lesson37 | 嵐の予感! 沖縄でGo!                               | 菅良幸   | 松浦錠平       | 小高義規          | 岩井優器          | 7月16日               |
| Lesson38 | 突撃! 宝探しでGo!                                 | 菅良幸   | 榎本明広       | 榎本明広          | 河村明夫          | 7月30日               |
| Lesson39 | 二人の冒険!! 秘密の洞窟                           | 十川誠志 | 畠山茂樹       | 畠山茂樹          | 中森良治          | 8月13日               |
| Lesson40 | ハート直撃!! 沖縄純愛組                           | 山口亮太 | うえだひでひと | 羽生尚靖          | 河村明夫          | 8月20日               |
| Lesson41 | 青春少女!! 初めての告白                           | 山口亮太 | 水野和則       | 水野和則          | 大西雅也          | 8月27日               |
| 総集編1  | -                                                 | -        | -              | -                 | -                 | 9月3日                |
| Lesson42 | ラストバトル! 蘇る傷跡                            | 十川誠志 | 阿部紀之       | 畠山茂樹          | 中森良治          | 9月10日               |
| Lesson43 | 挫! 愚零徒出夜露死苦!                             | 十川誠志 | 阿部記之       | 阿部記之          | 宇佐美皓一        | 9月17日               |
| 総集編2  | -                                                 | -        | -              | -                 | -                 | 9月24日               |

| フジテレビ系 水曜19時台後半                                            | フジテレビ系 水曜19時台後半                             | フジテレビ系 水曜19時台後半                                                  |
| 前番組                                                                 | 番組名                                                  | 次番組                                                                       |
| ---------------------------------------------------------------------- | ------------------------------------------------------- | ---------------------------------------------------------------------------- |
| どっきりドクター （1998年10月 - 1999年6月）                            | GTO （1999年6月 - 9月） 【当番組までアニメ枠】          | 力の限りゴーゴゴー!! （1999年10月 - 2000年3月） 【当番組からバラエティ再開】 |
| フジテレビ系 日曜19時台後半                                            |                                                         |                                                                              |
| トロイの木馬 （1998年11月 - 1999年9月） 【当番組のみバラエティ番組枠】 | GTO （1999年10月 - 2000年9月） 【当番組からアニメ再開】 | 学校の怪談 （2000年10月 - 2001年3月）                                        |

## モバイルゲーム

### ミニゲーム
- 2002年からコナミモバイル・オンラインが講談社とのコラボレーションサイト「少年マガジン@コナミ」にてフィーチャーフォン用のミニゲームを配信[163]。鬼塚が、居眠りする生徒にチョークを命中させようとするといった内容。

### ソーシャルゲーム
- 2012年からアイティアおよびティー ワイ リミテッド[164]によるソーシャルゲーム『GTO』がMobageにてサービス提供された。当初はフィーチャーフォンのみであったが[165]、じきにスマートフォンでも対応している[166]。GREEでも開始され、こちらもフィーチャーフォンとスマートフォンにリリースされている[167]。2013年7月19日をもって配信終了した。
- 2013年からgumiおよびGREEによるソーシャルゲーム『GTO×湘南純愛組!-フルスロットル-』がGREEにてサービス提供された。フィーチャーフォンとスマートフォンにリリースされている[168]。2013年9月10日をもって配信終了した。

## デジタルコミック
2012年9月20日よりBeeマンガにて、漫画に音声や特殊効果を加えた映像コンテンツが配信開始された。

## パチンコ・パチスロ
パチンコ
- CR GTO（2010年、ビスティ）

パチスロ
- GTO（2007年、ビスティ）
- GTO〜Limit Break〜（2012年、ビスティ）

## 番外編・スピンアウト作品
GT-R
タイトルの『GT-R』とは「GREAT TRANSPORTER RYUJI」の略で、『純愛組!』時代からの鬼塚の友人・弾間龍二が主人公を務めている。『GTO』と同じく『週刊少年マガジン』に掲載され、2012年30号から44号まで全10話が執筆された。
井の頭ガーゴイル
警察官となった鬼塚のもう一人の友人・冴島俊行が主人公。掲載誌は『ヤングマガジン』で、単行本は全5巻。最終巻には『仮面ティーチャーBLACK』とのコラボ読切「仮面ティーチャーBLACK VS POLICE」前後篇も収録されている。